# جان ویلیام واترهاوس
جان ویلیام واترهاوس (به انگلیسی: John William Waterhouse) (۶ آوریل ۱۸۴۹–۱۰ فوریه ۱۹۱۷) از نقاشان بریتانیایی پیشارافائل‌گرایی و نئوکلاسیسیسم است. سبک او نه تنها تحت نفوذ نقاشان اولیه پیشارافائلی است بلکه از معاصران خود، امپرسیونیست‌ها نیز تأثیر پذیرفته بود. بیشتر شهرت واترهاوس به‌خاطر به تصویر کشیدن شخصیت‌های زن در اساطیر یونان باستان و افسانه آرتور است.

## زندگی‌نامه
جان ویلیام واترهاوس در ۶ آوریل سال ۱۸۴۹ در رم متولد شد. پدر و مادرش نقاش بودند. او در اواخر دهه ۱۸۵۰ در ۵ سالگی همراه با خانواده‌اش به لندن رفت و نقاشی را نزد پدر آموخت. جان در استودیوی هنری پدرش به او کمک می‌کرد و در دوران جوانی استعدادهای خود را در مجسمه‌سازی و نقاشی تقویت کرد. او اولین آثار خود را با سبک کلاسیک شروع کرد.
واترهاوس پس از چند بار تلاش در نهایت در سال ۱۸۷۰ به آکادمی سلطنتی هنر در لندن راه یافت و در سال ۱۸۸۵دانشیار آکادمی سلطنتی شد. او در سال ۱۸۹۵ به عنوان عضو دایم فرهنگستان انتخاب شد و هر ساله تابلوهای خود را در نمایشگاه‌های آن به عرضه گذاشت.
واترهاوس به عنوان یک عضو مدرن به جنبش پیشارافائلی پیوست و این عضویت همچنین دیگر سبک‌های هنری مانند امپرسیونیسم فرانسوی بر کارهایش تأثیر داشت. این انجمن به او در رسیدن به سبک کاری اش کمک کرد. در پی آن، او در رابطه با تکنیک‌ها و ایده‌هایش از ویژگی‌های آثار الهام‌بخشی هنرمندانی مانند روزتی، میلِی، هانت و همچنین کسانی که جنبش امپرسیونیسم را به وجود آوردند استفاده می‌کرد.
اکثر آثار او از اسطوره و تراژدیهای معروف الهام گرفته بودند، و به همین علت بسیار مورد توجه قرار گرفتند. او یکی از نادر هنرمندانی بود که محبوب شد و نسبتاً در شرایط مالی خوبی زندگی می‌کرد.
او نقاشی کردن را تا زمان مرگش در تاریخ ۱۰ فوریه سال ۱۹۱۷ ادامه داد. واترهاوس به علت ابتلا به سرطان و پس از یک دوره بیماری طولانی از دنیا رفت.

## آثار
جان ویلیام واترهاوس در مجموع ۱۱۸ نقاشی کشید. از مهم‌ترین آثار او می‌توان مجموعه تابلوهای بانوی شالوت را نام برد که از شعری از آلفرد تنیسون الهام می‌گیرد و داستان دختر جوانی است که به خاطر عشق یک‌طرفه‌اش به لانسلو می‌میرد. سری تابلوهای افلیا از دیگر آثار مشهور او می‌باشند که لحظات قبل از خودکشی افلیا را به تصویر می‌کشند.

## نگارخانه

### دهه ۱۸۷۰

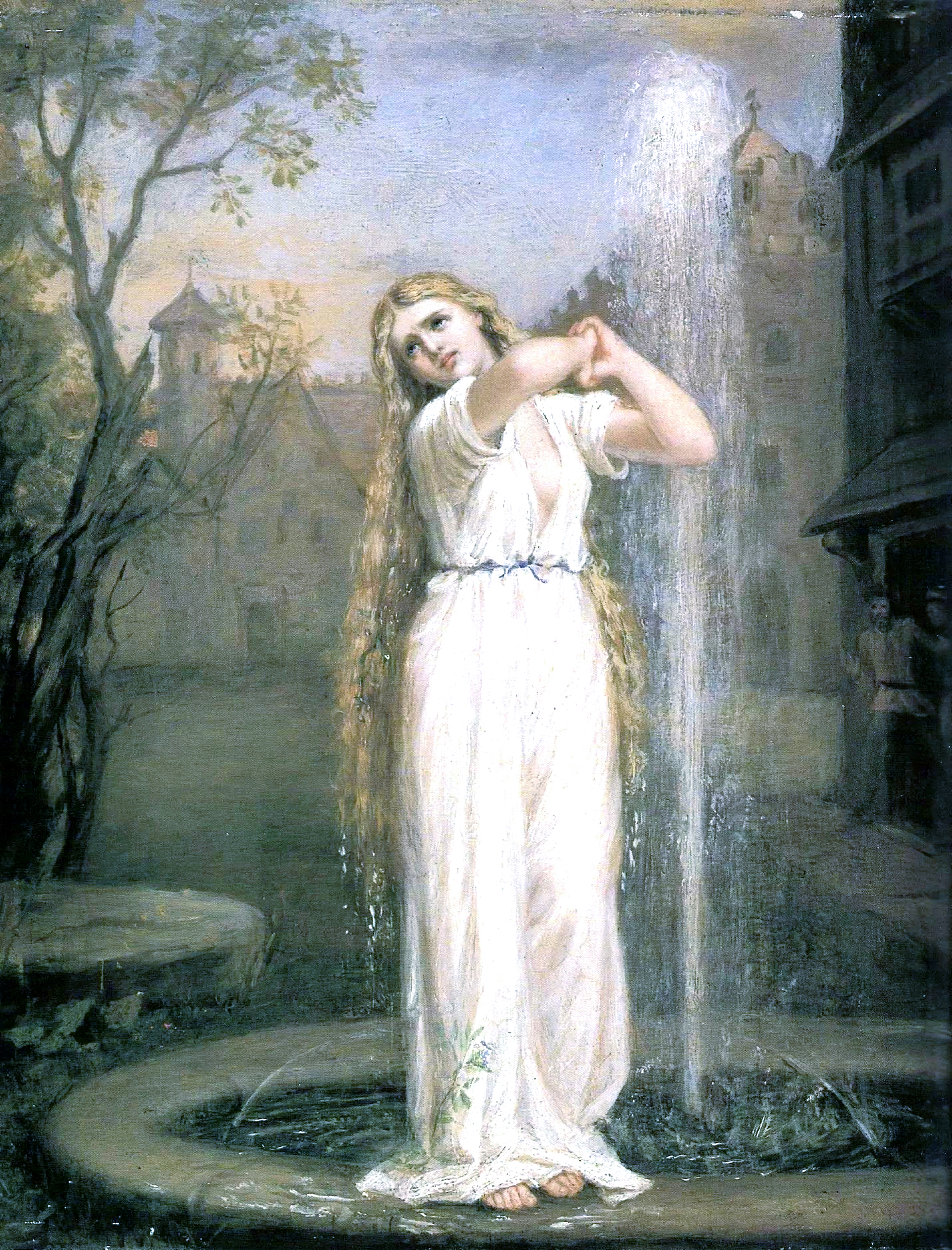
اندین ۱۸۷۲
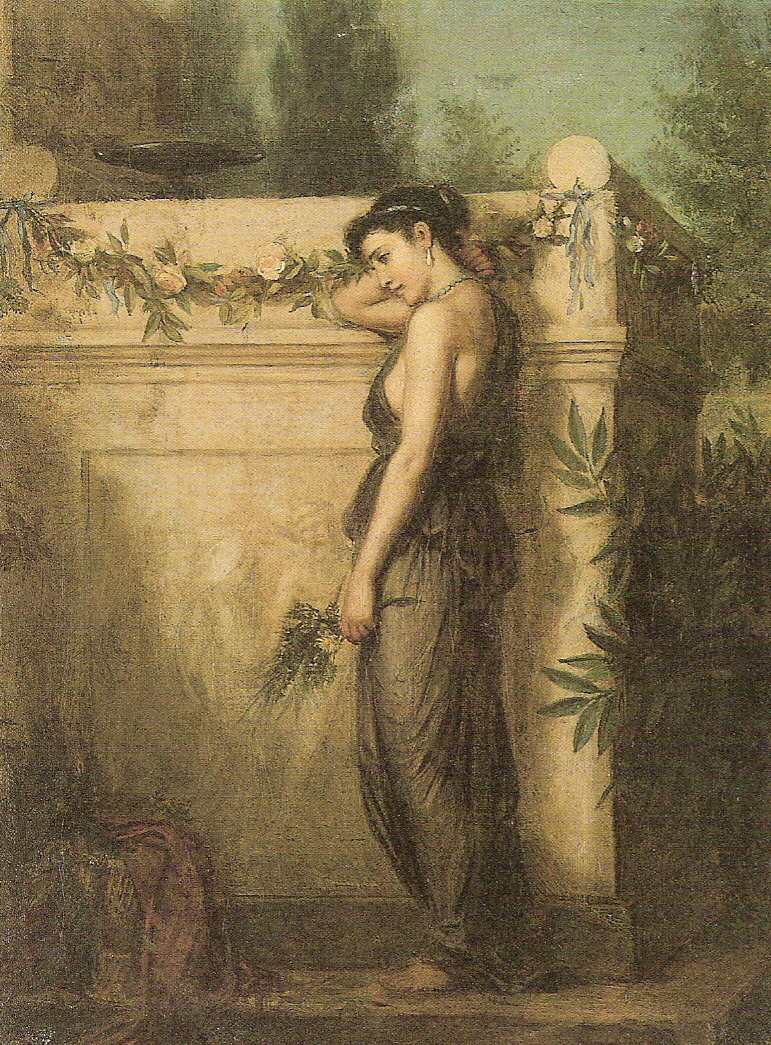
رفته، اما فراموش نشده ۱۸۷۳
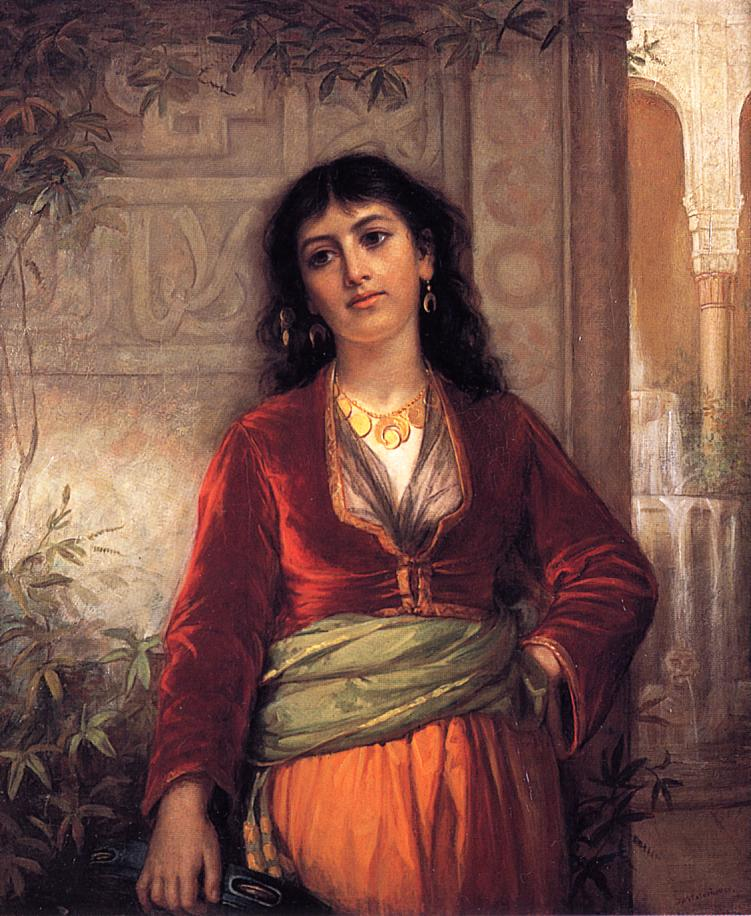
همنشین ناخواسته: خیابانی در قاهره ۱۸۷۳
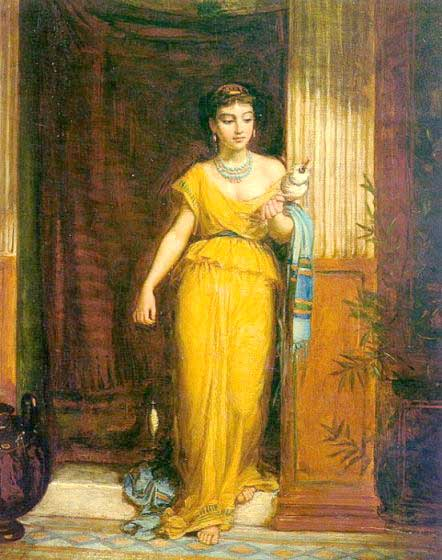
فیلوسه ۱۸۷۴
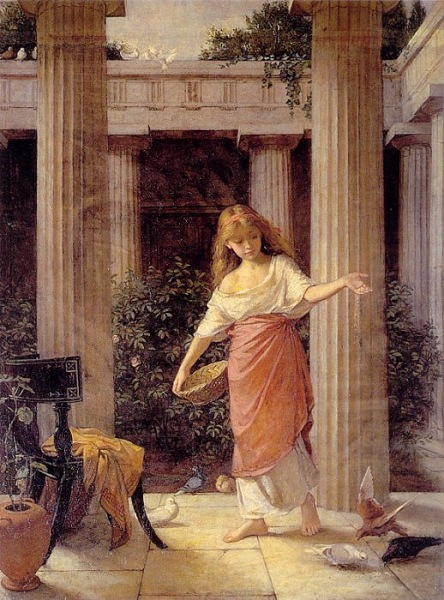
در ردیف ستون‌ها ۱۸۷۴
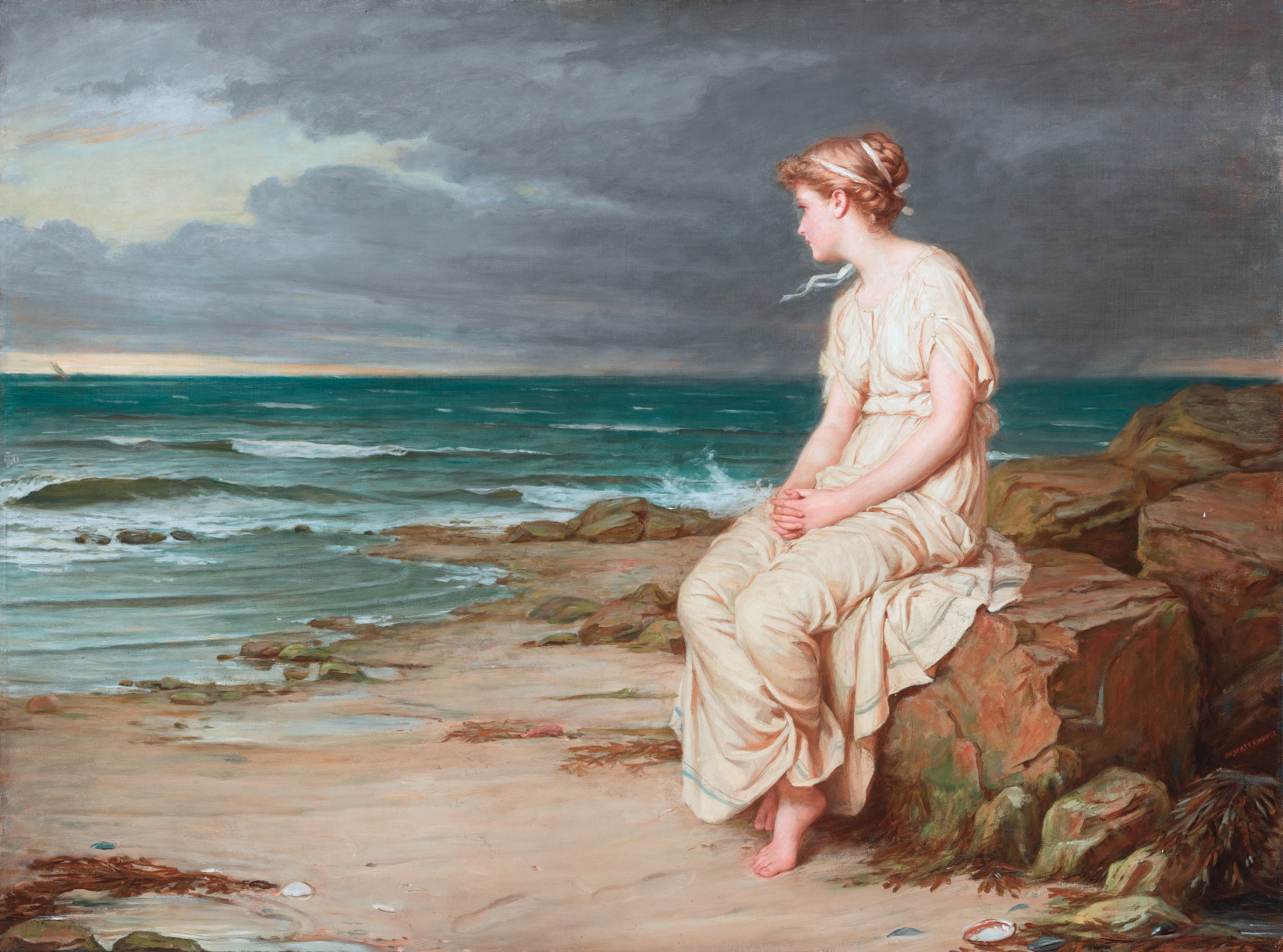
میراندا ۱۸۷۵
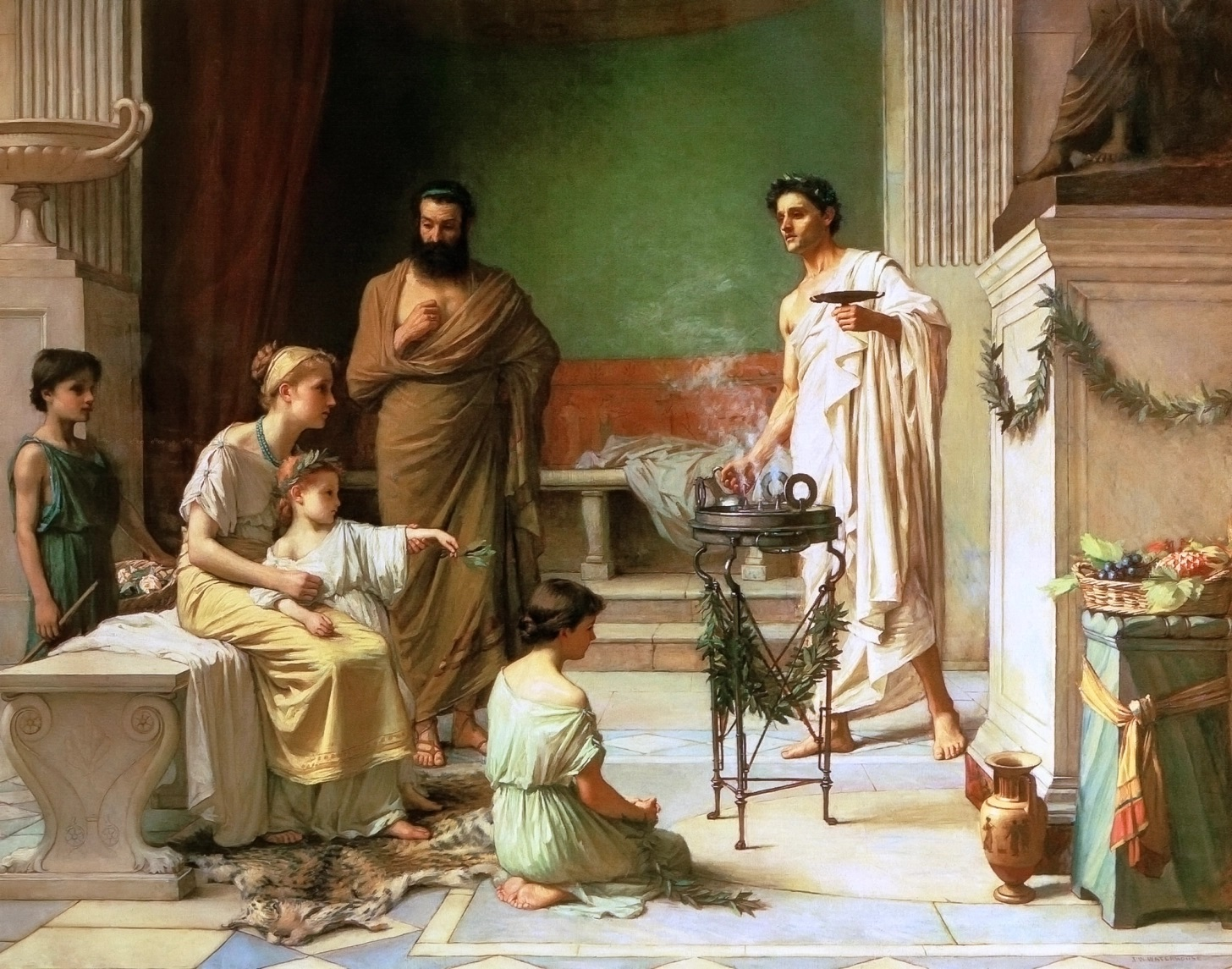
آوردن کودک بیمار به معبد اسقلبیوس ۱۸۷۷
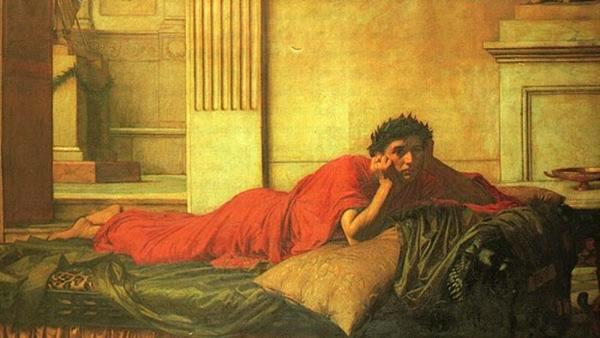
ندامت نرون پس از کشتن مادرش
۱۸۷۸

### دهه ۱۸۸۰

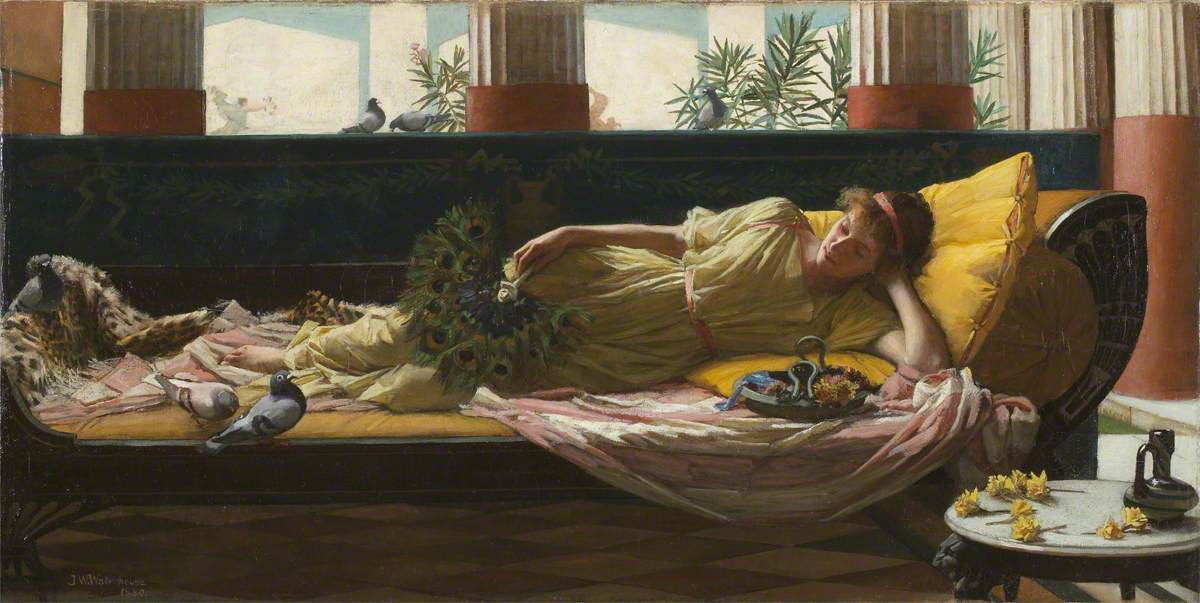
محو شدن دولچه (بطالت دلپذیر) ۱۸۸۰
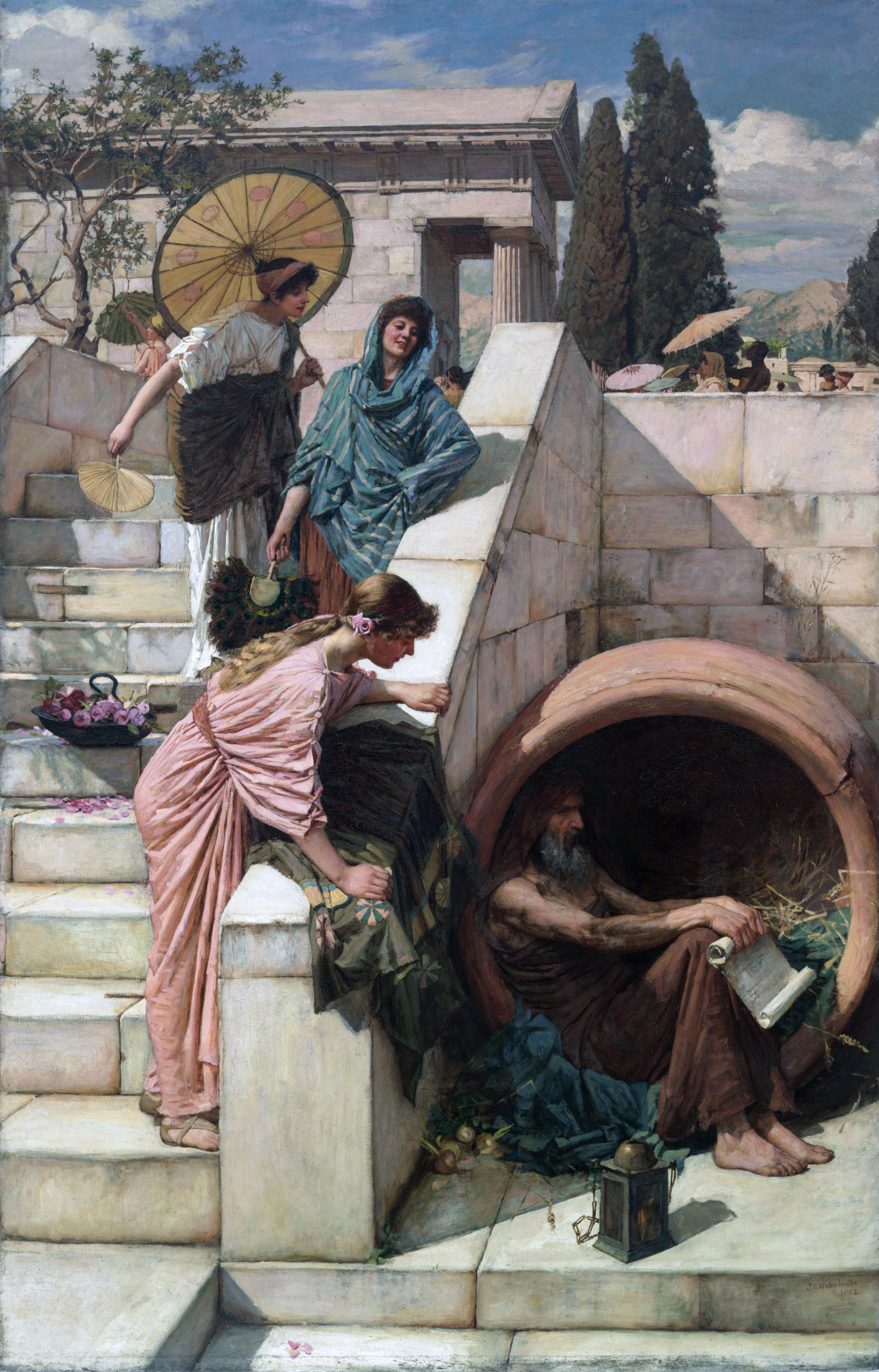
دیوژن کلبی ۱۸۸۲
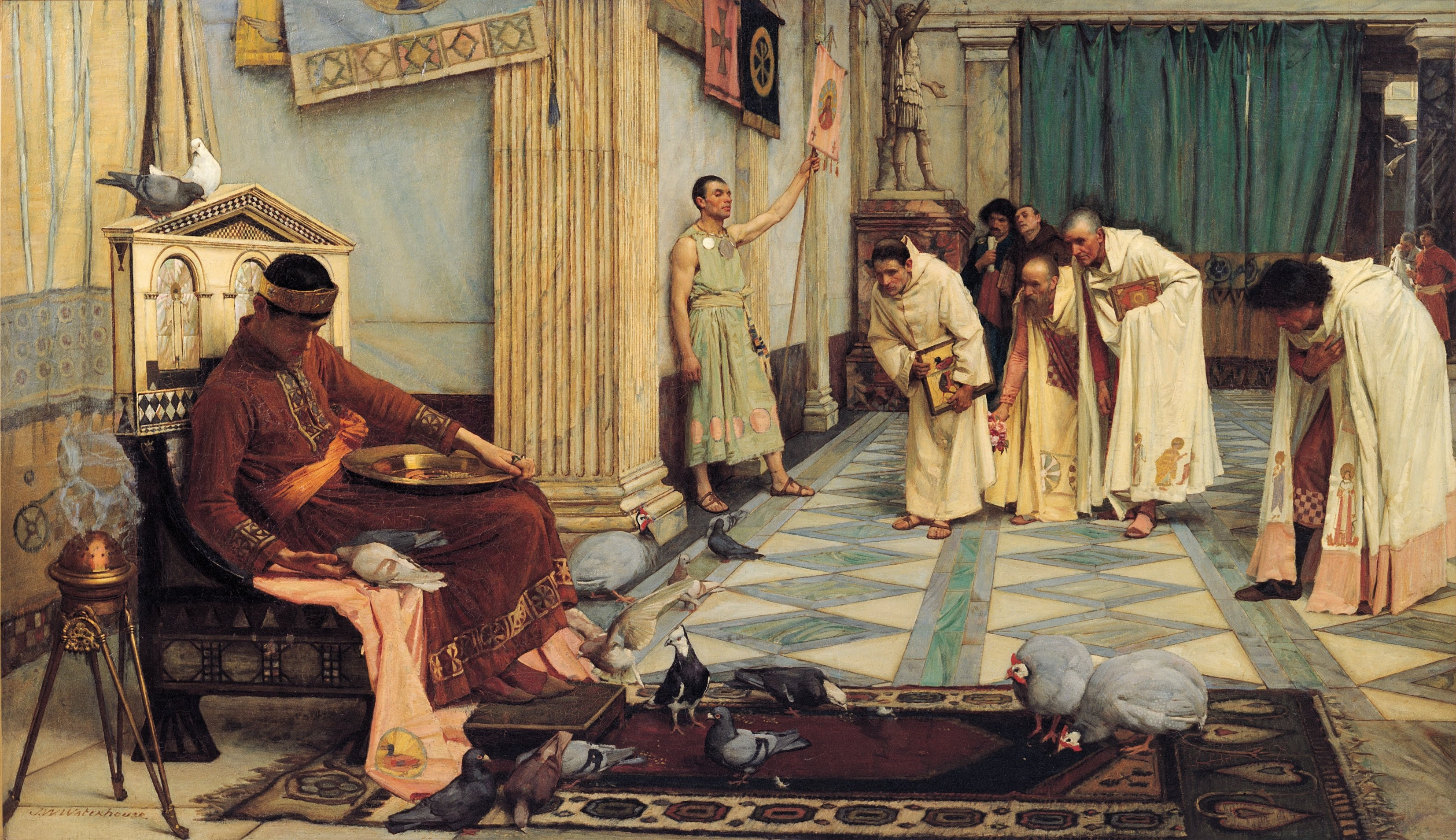
علاقه‌های امپراتور هونوریوس ۱۸۸۳
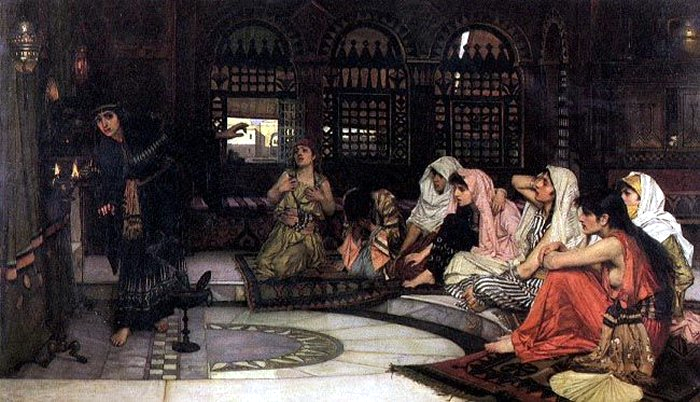
مشاوره اوراکل ۱۸۸۴
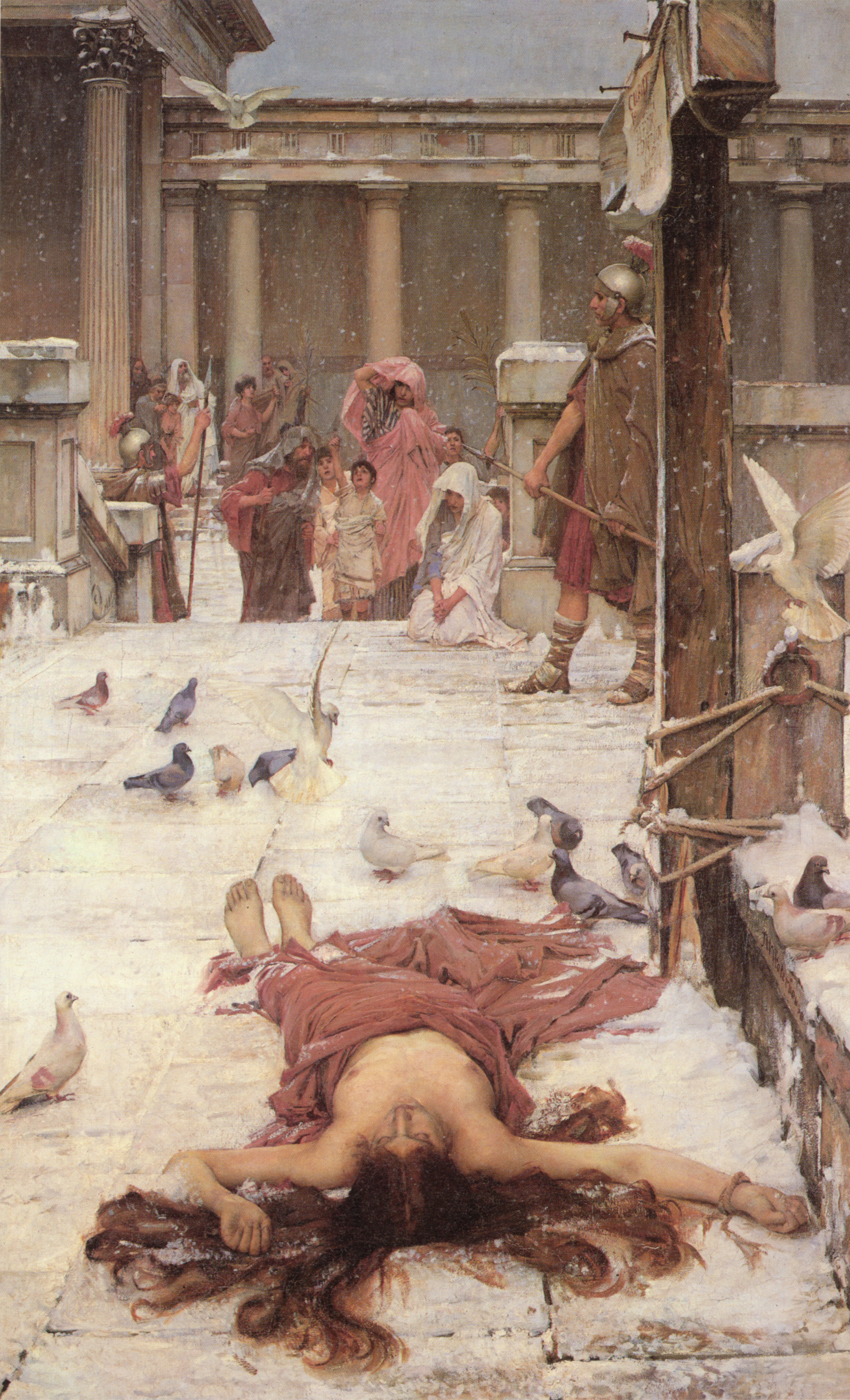
اویلالیای مقدس ۱۸۸۵
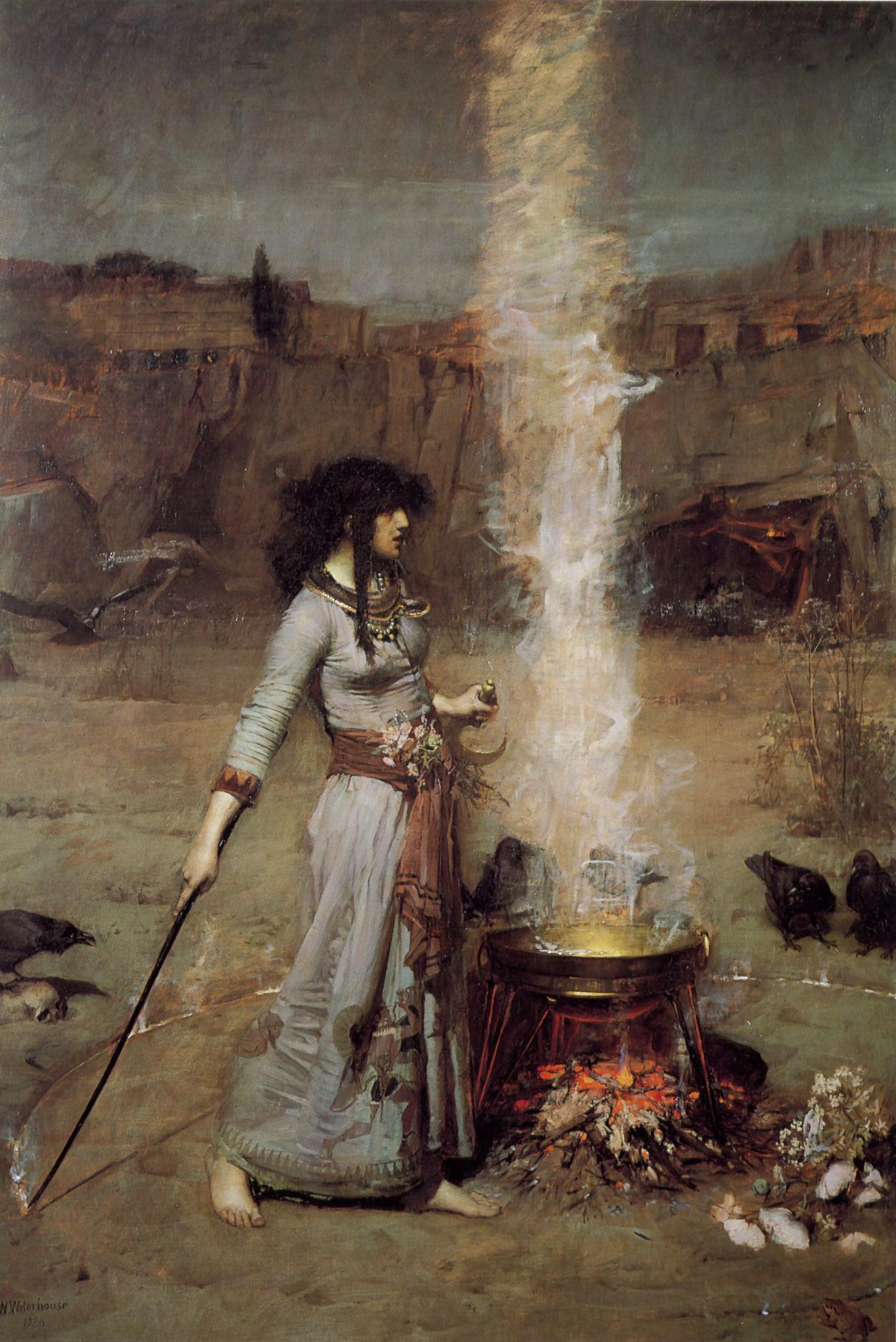
دایره جادویی ۱۸۸۶
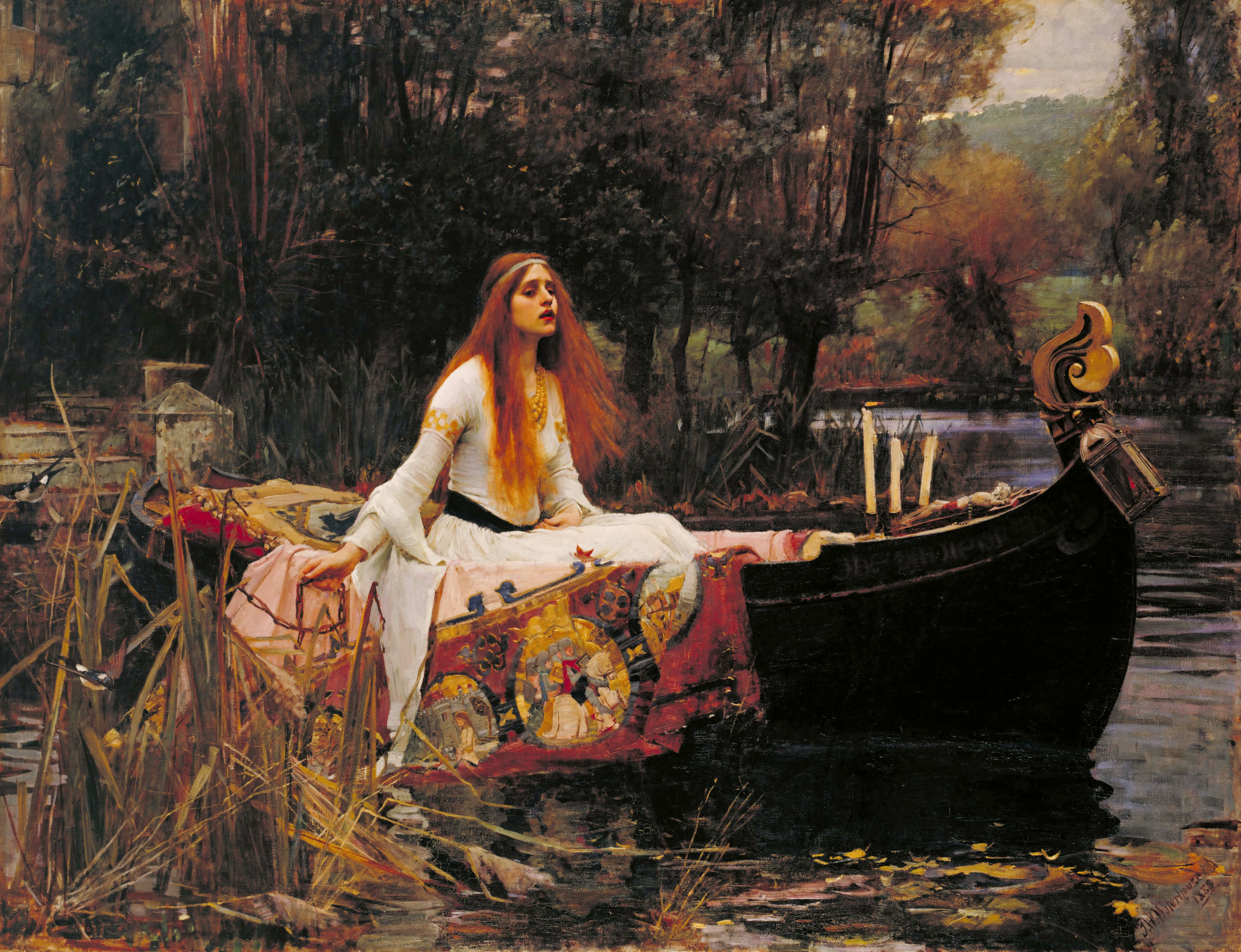
بانوی شالوت ۱۸۸۸
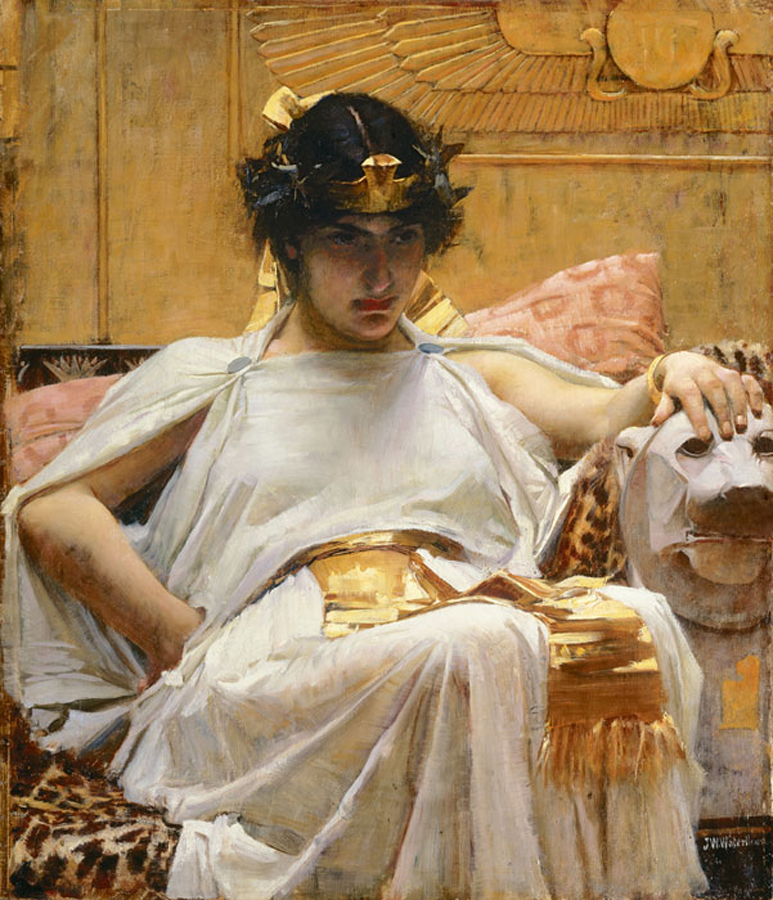
کلئوپاترا ۱۸۸۸
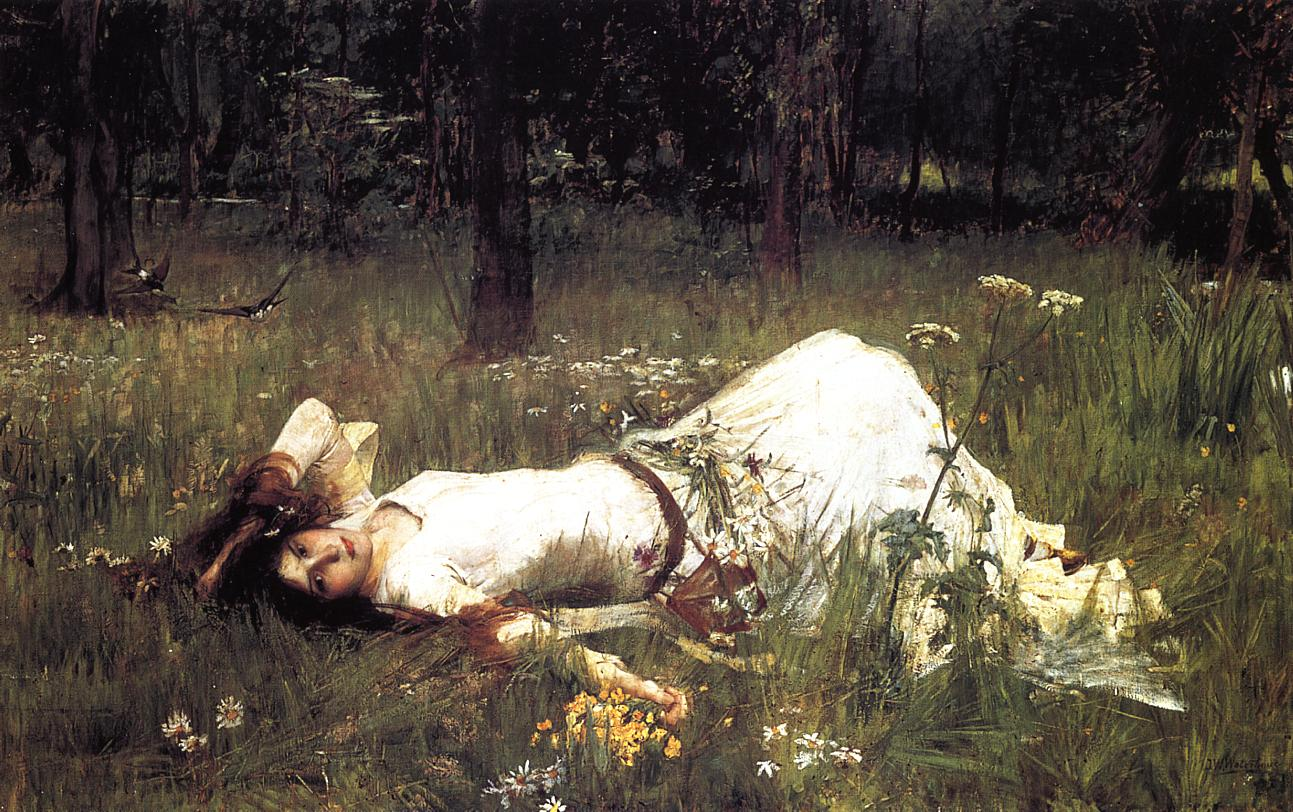
اوفلیا
۱۸۸۹

### دهه ۱۸۹۰

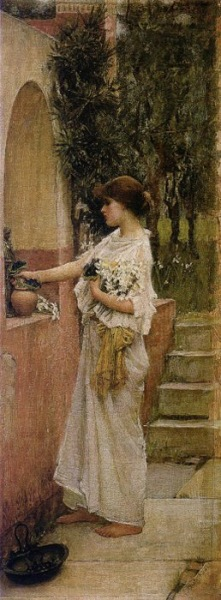
A Roman Offering 1890
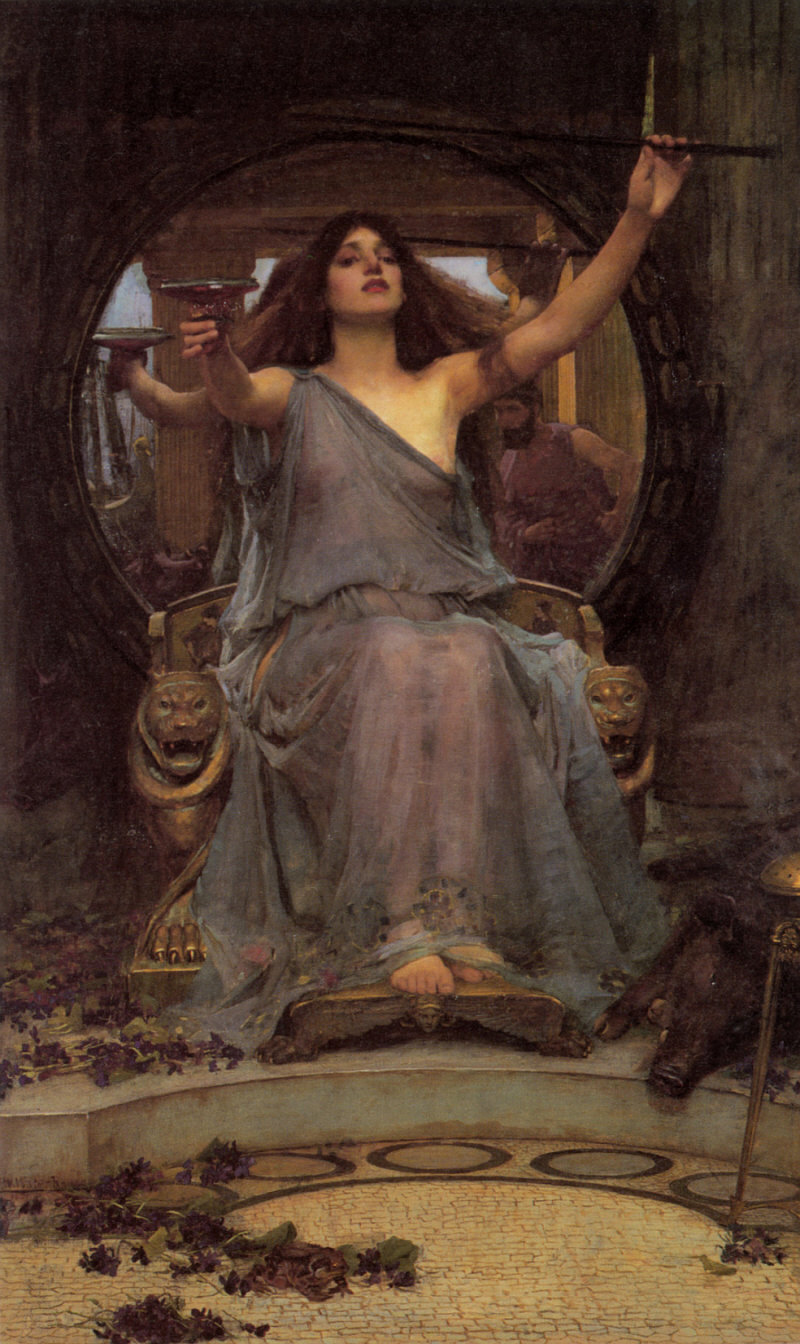
کیرکه جام را به ادیسه پیشکش می‌کند. ۱۸۹۱
اودیسئوس و سیرنها ۱۸۹۱
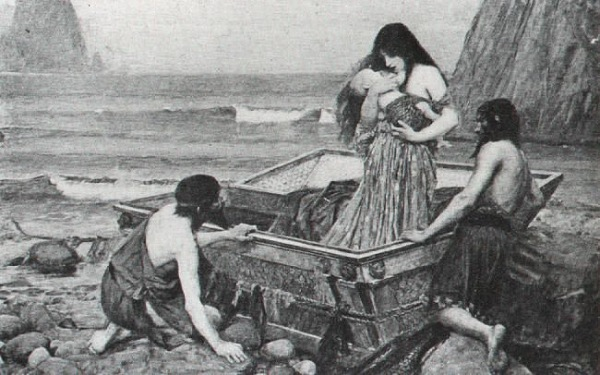
دانائه 1892
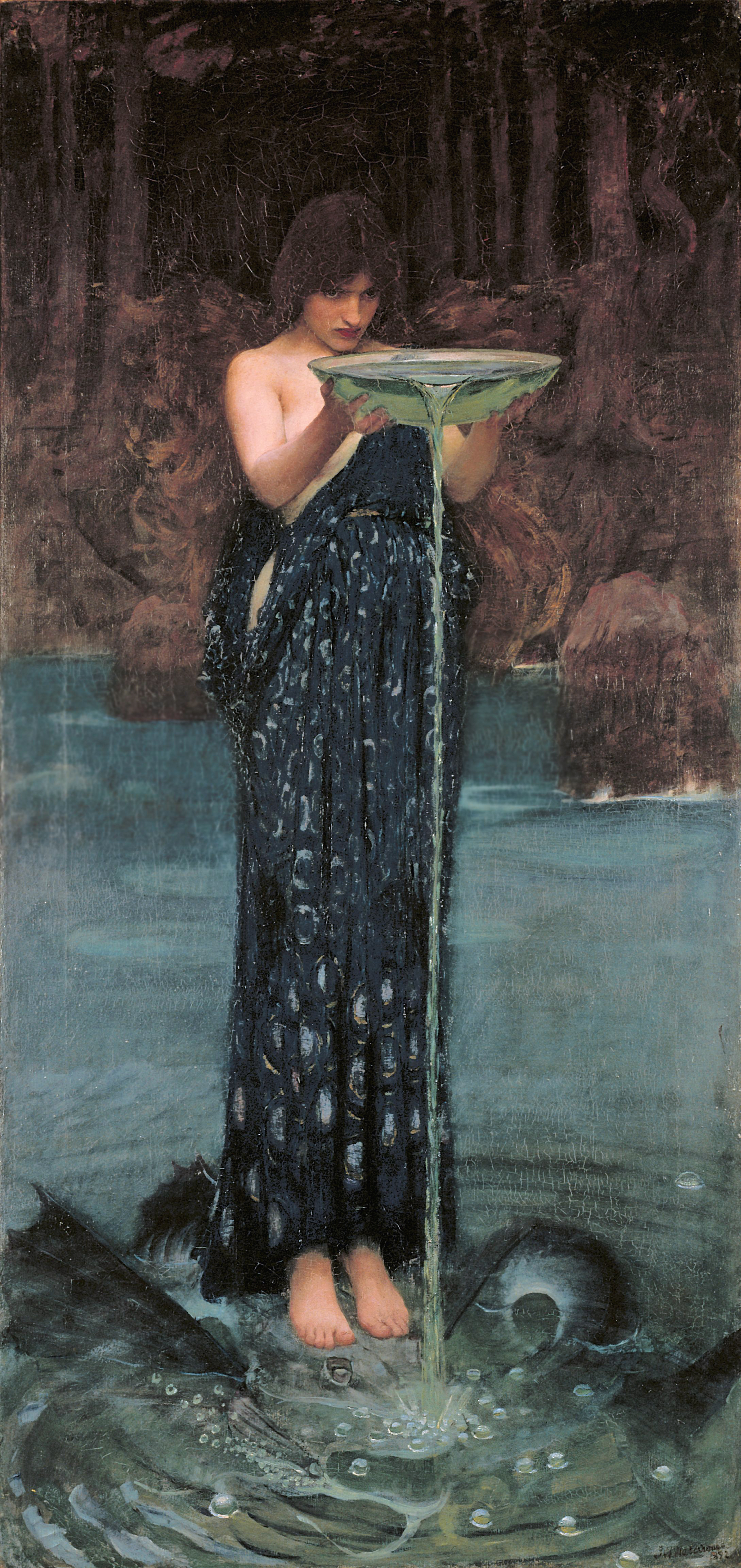
Circe Invidiosa 1892
A نیاد یا هولاس with a Nymph ۱۸۹۳
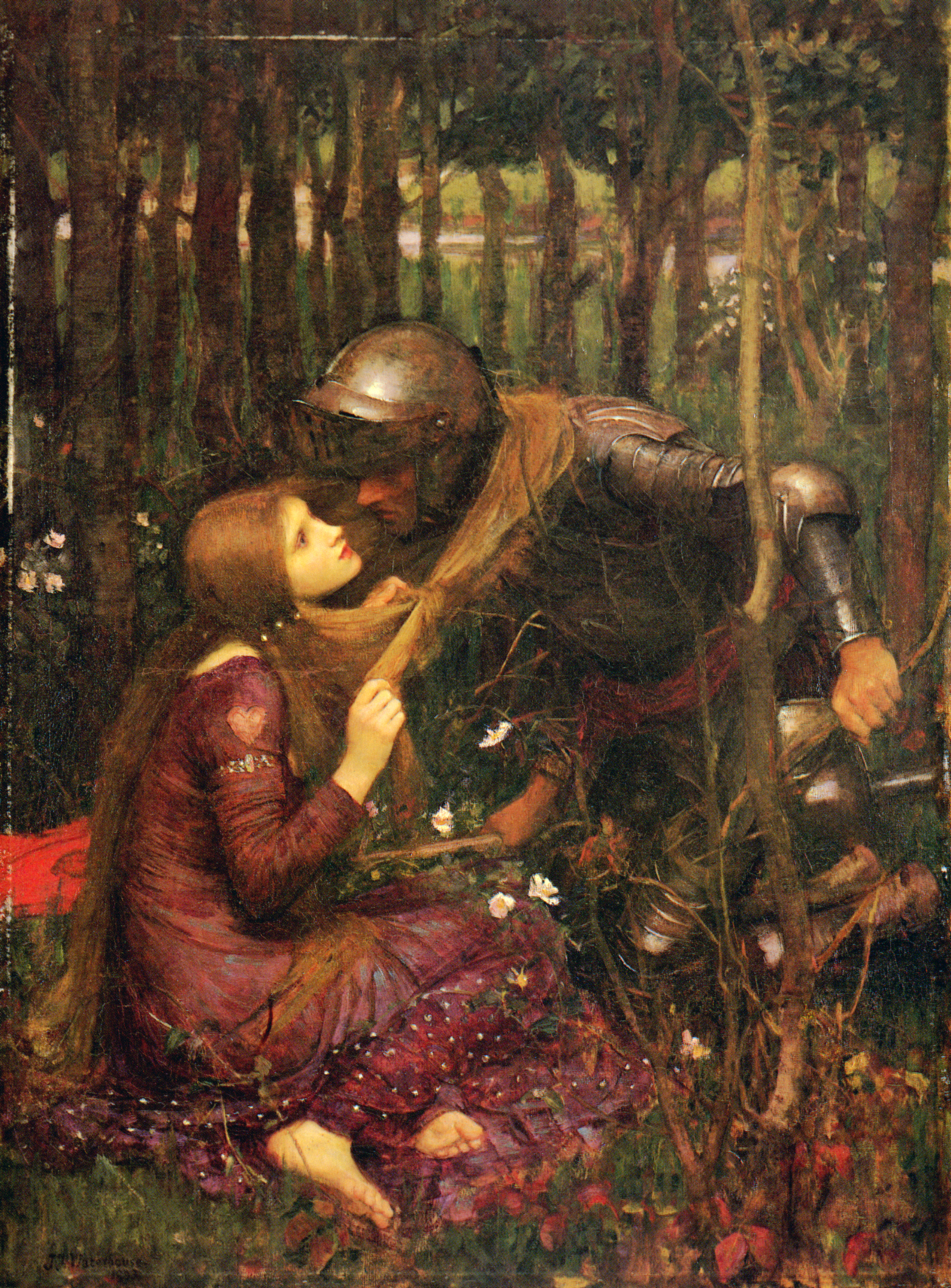
بانوی زیبای بی‌رحم ۱۸۹۳
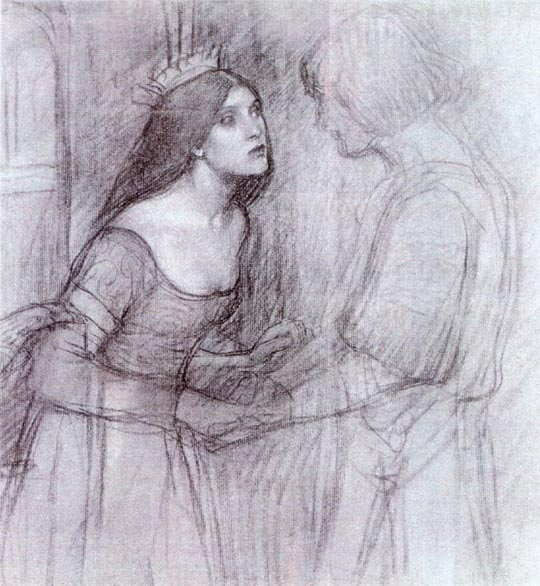
A Female Study 1894
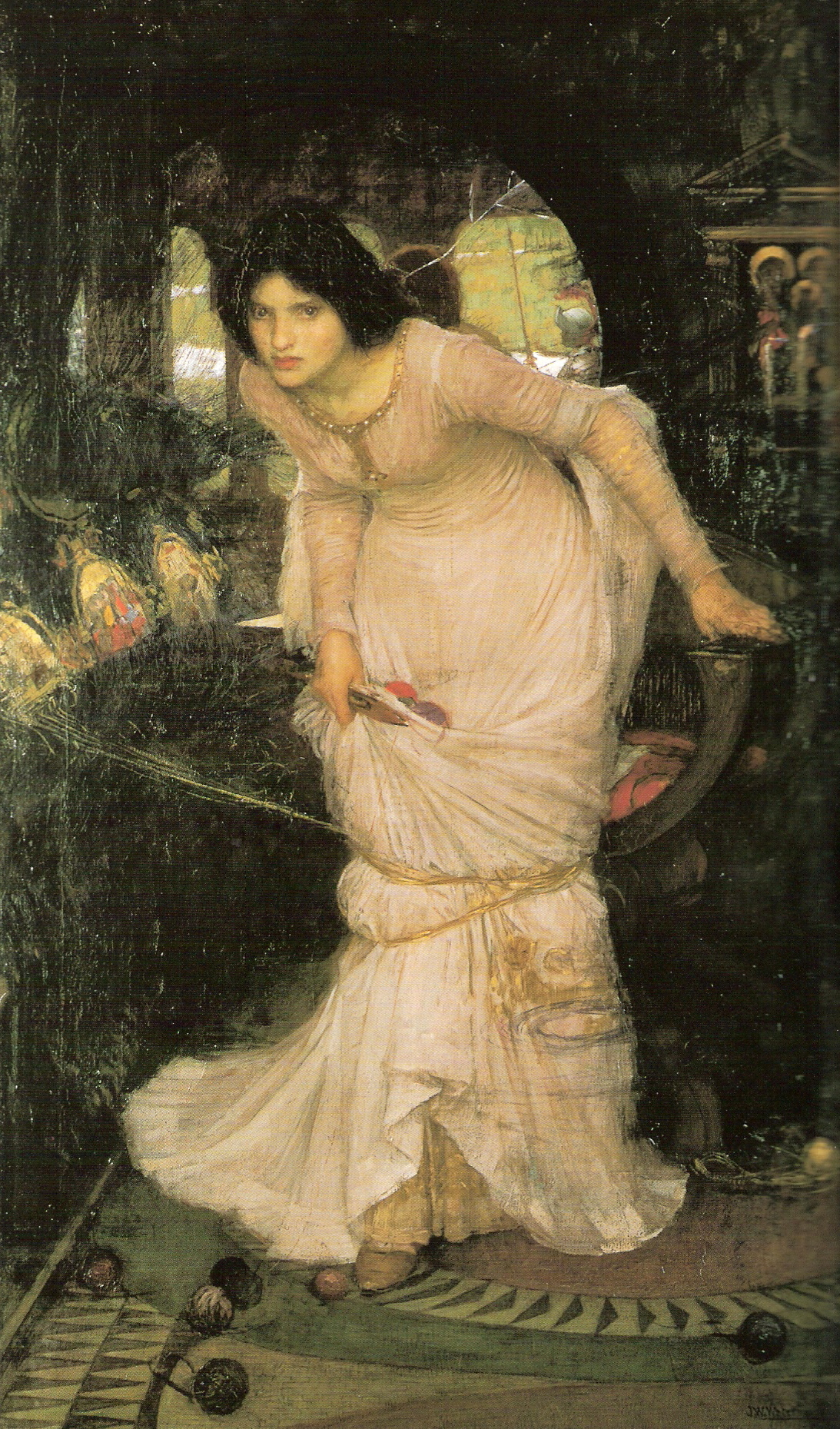
بانوی شالوت در حال نگاه کردن به لانسلوت ۱۸۹۴
اوفلیا ۱۸۹۴
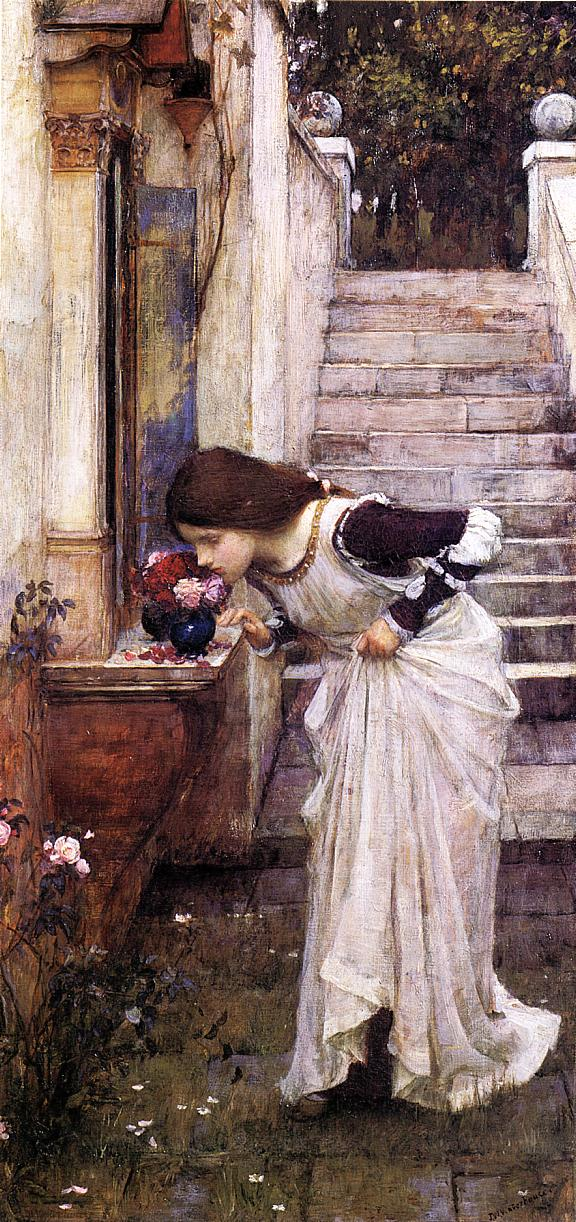
The Shrine 1895
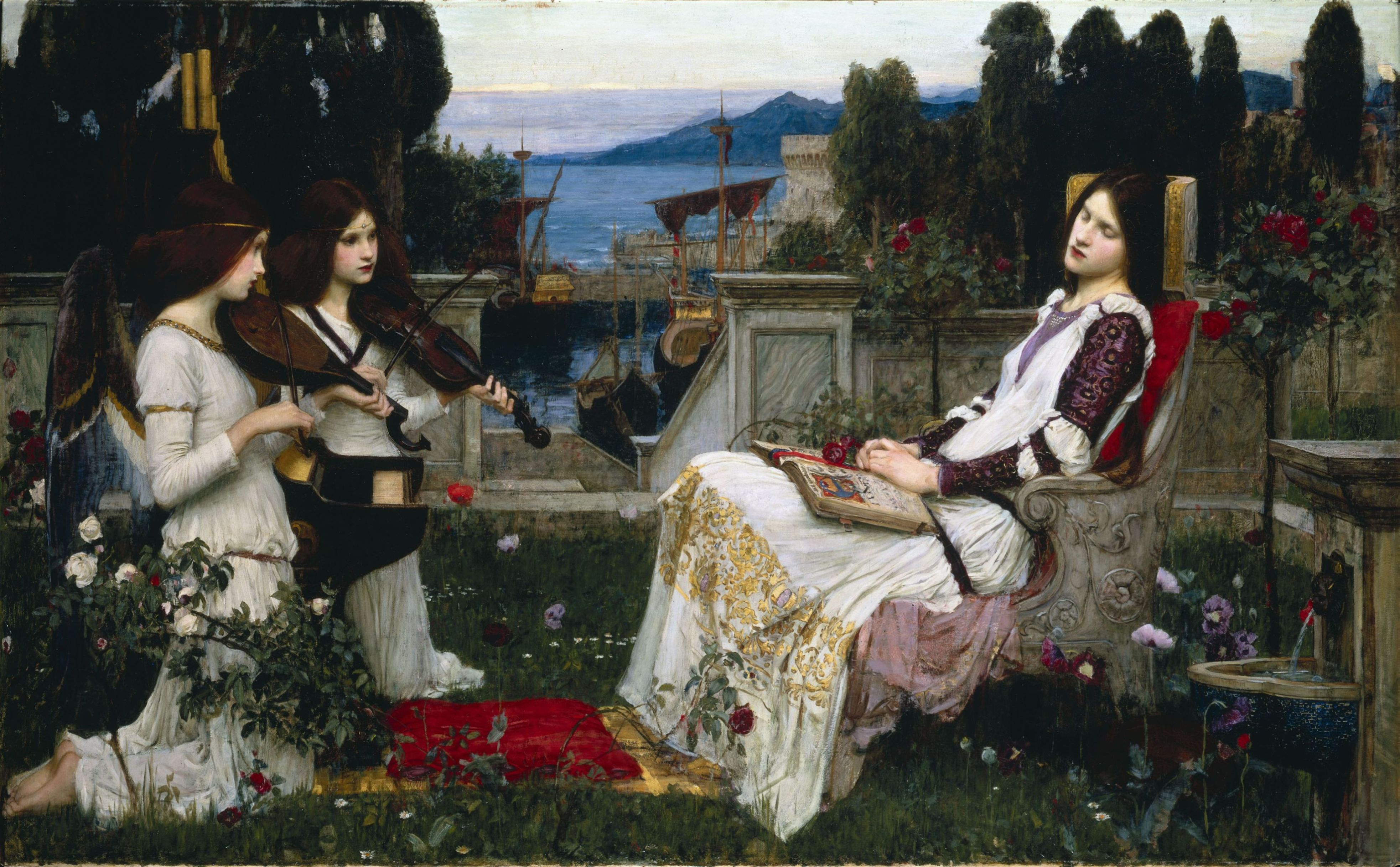
Saint Cecilia 1895
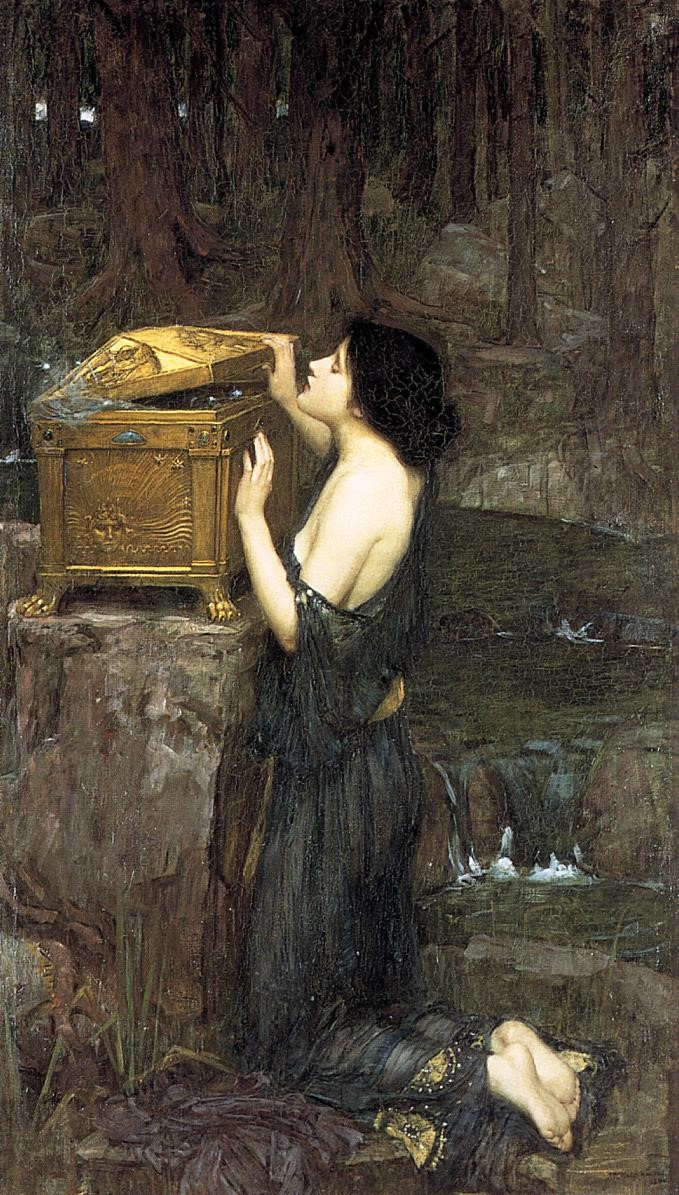
پاندورا 1896
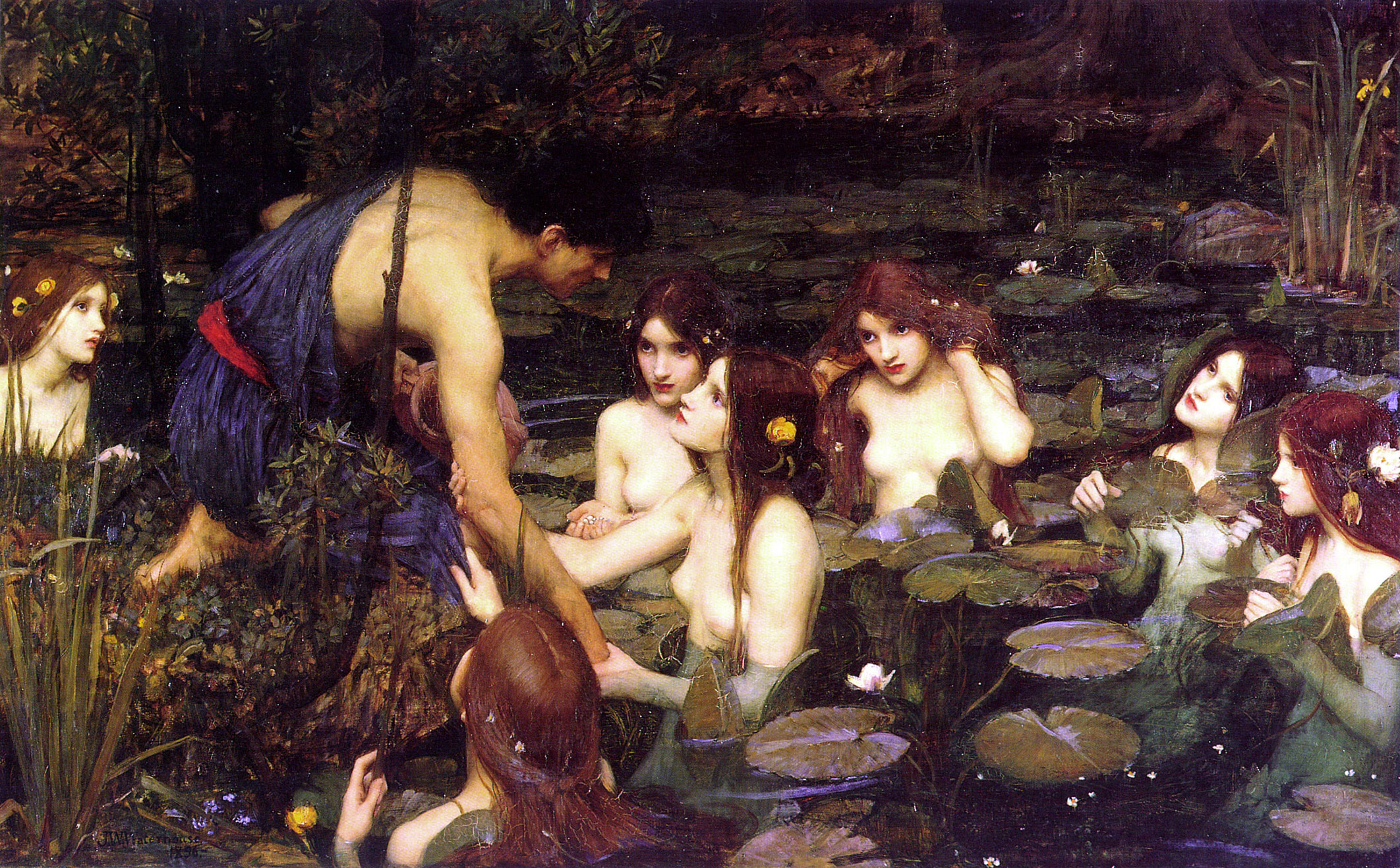
هیلاس و نیمف‌ها ۱۸۹۶
ژولیت
۱۸۹۸

### دهه ۱۹۰۰

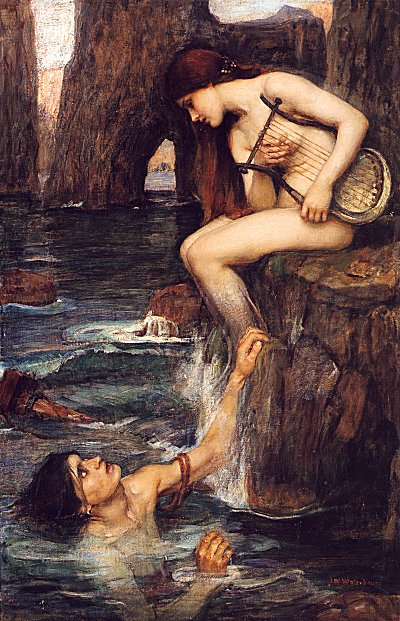
سیرن حدود ۱۹۰۰
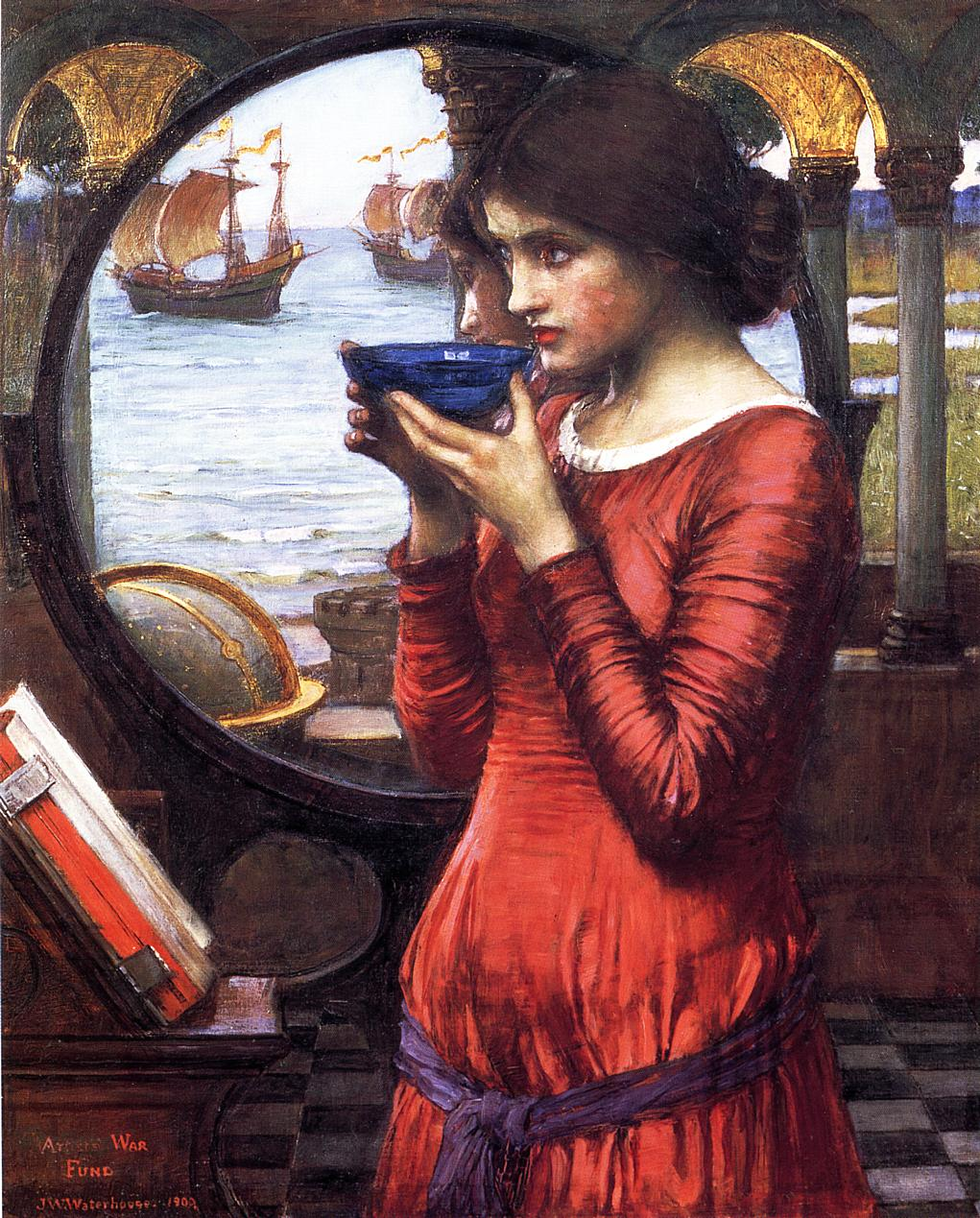
تقدیر ۱۹۰۰
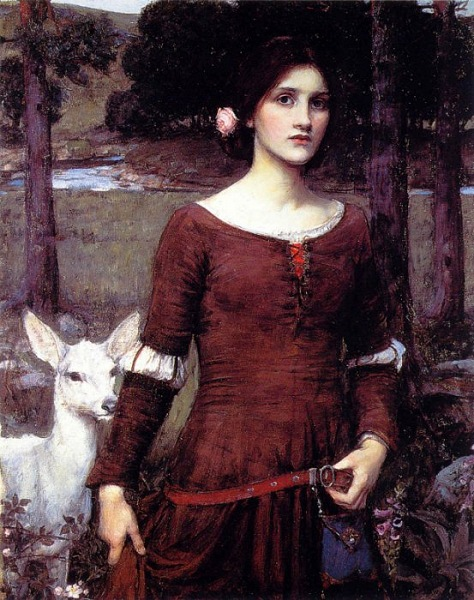
بانوی کلر ۱۹۰۰
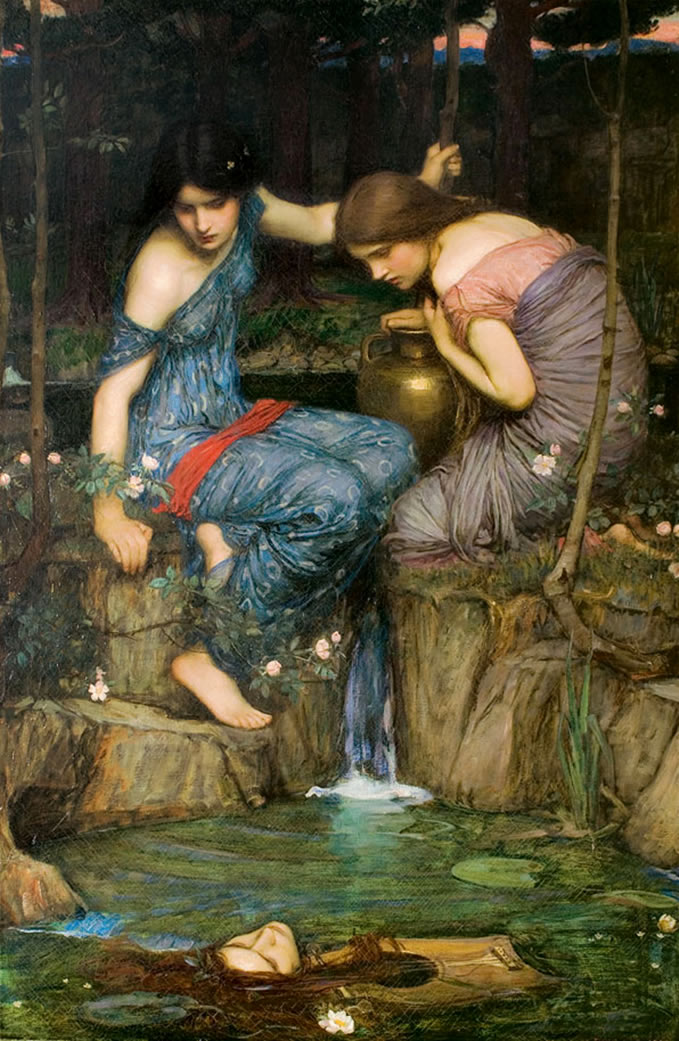
Nymphs Finding the Head of Orpheus ۱۹۰۰
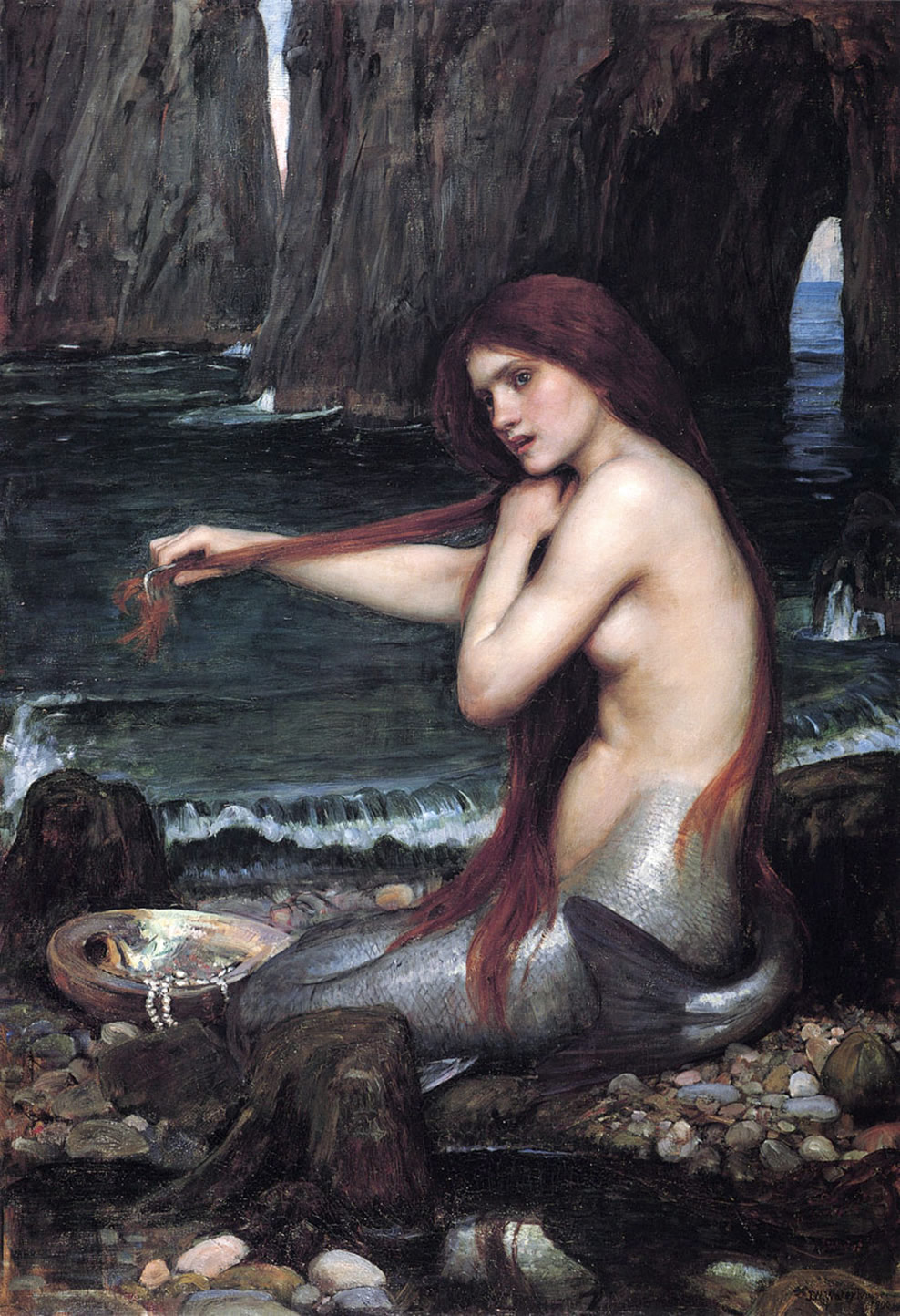
پری دریایی ۱۹۰۱
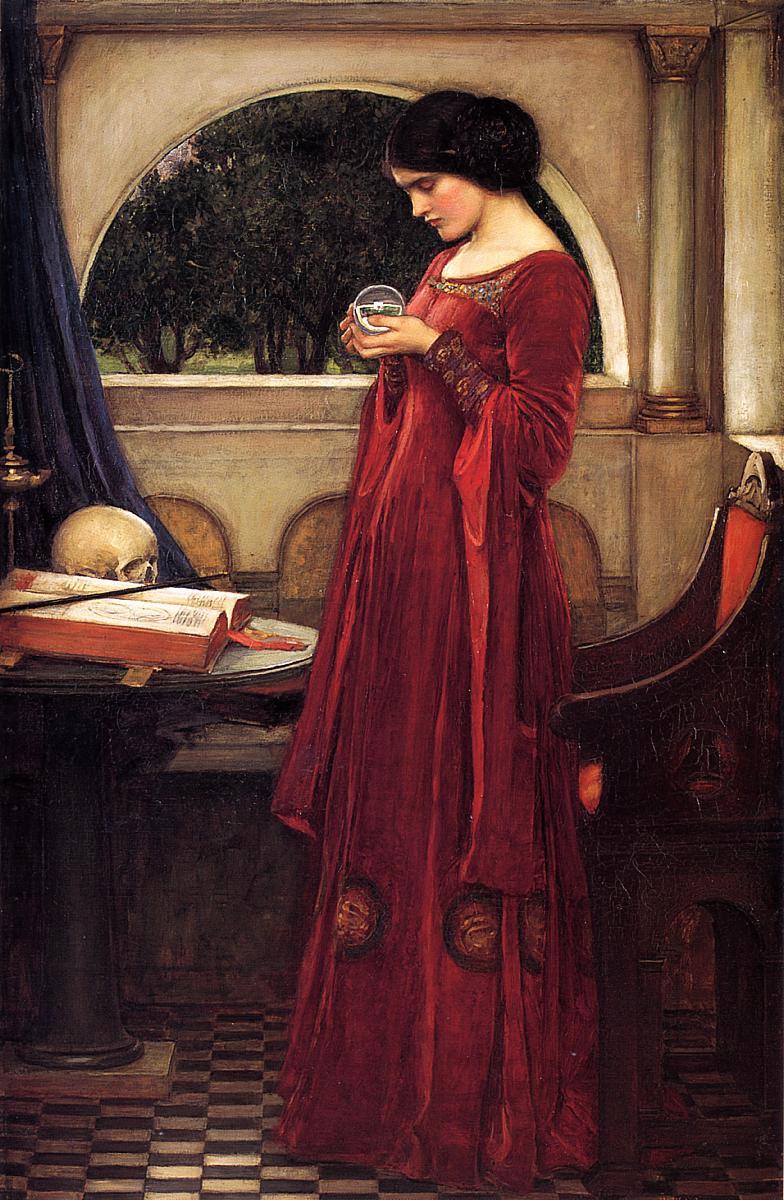
توپ کریستال ۱۹۰۲
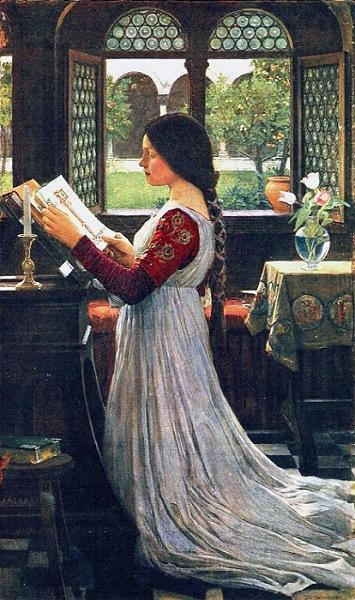
کتاب دعا ۱۹۰۲
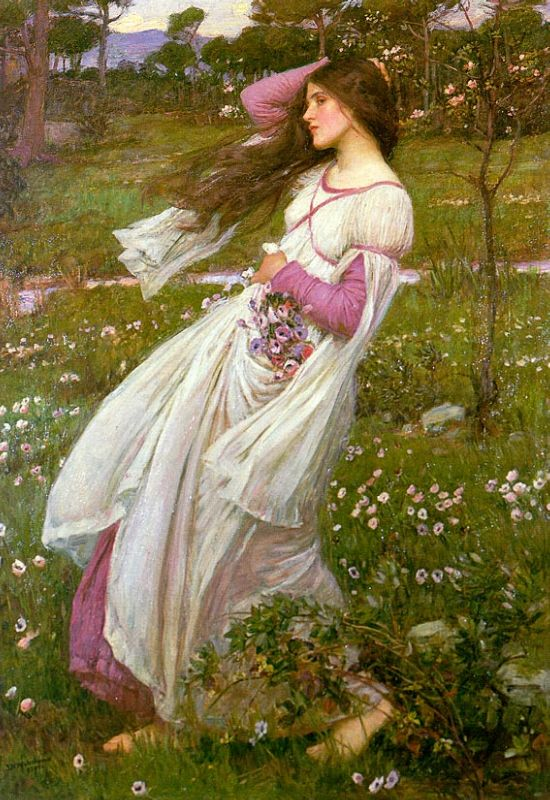
Windflowers ۱۹۰۲
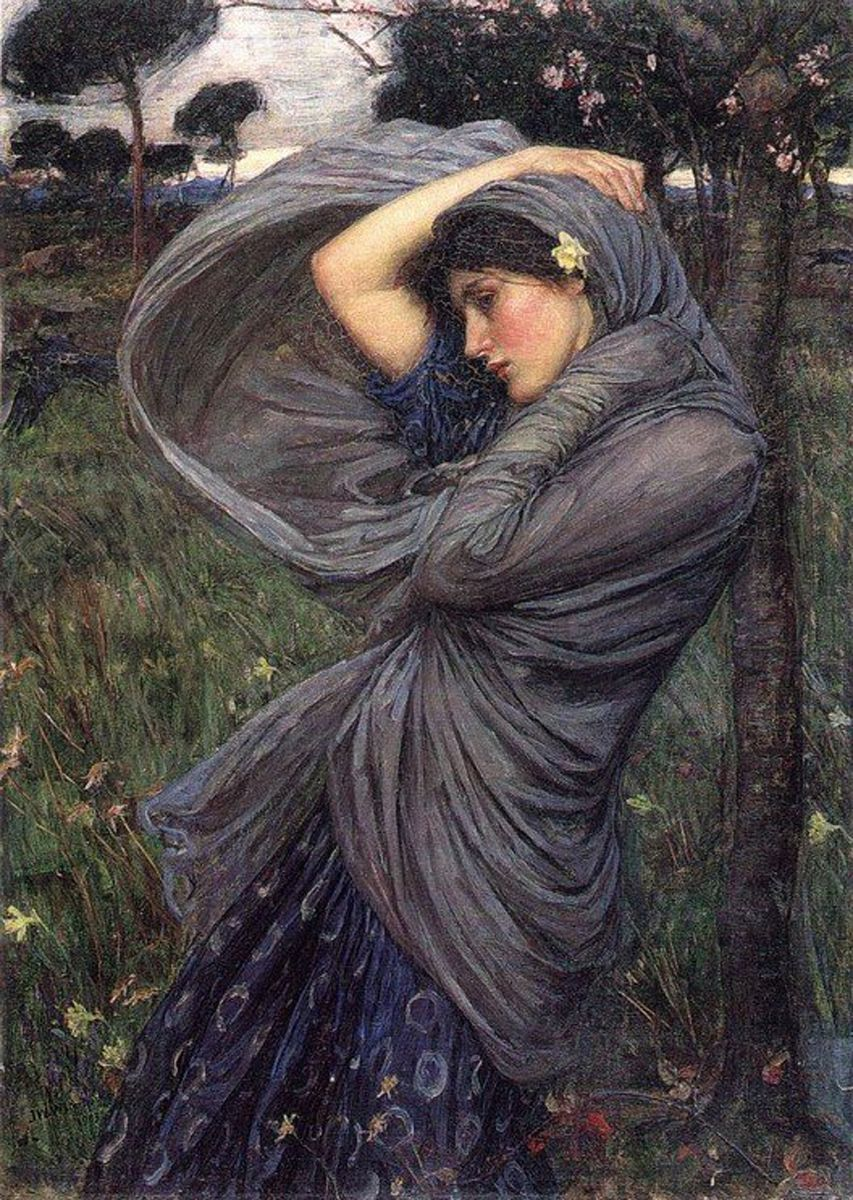
بورئاس ۱۹۰۳
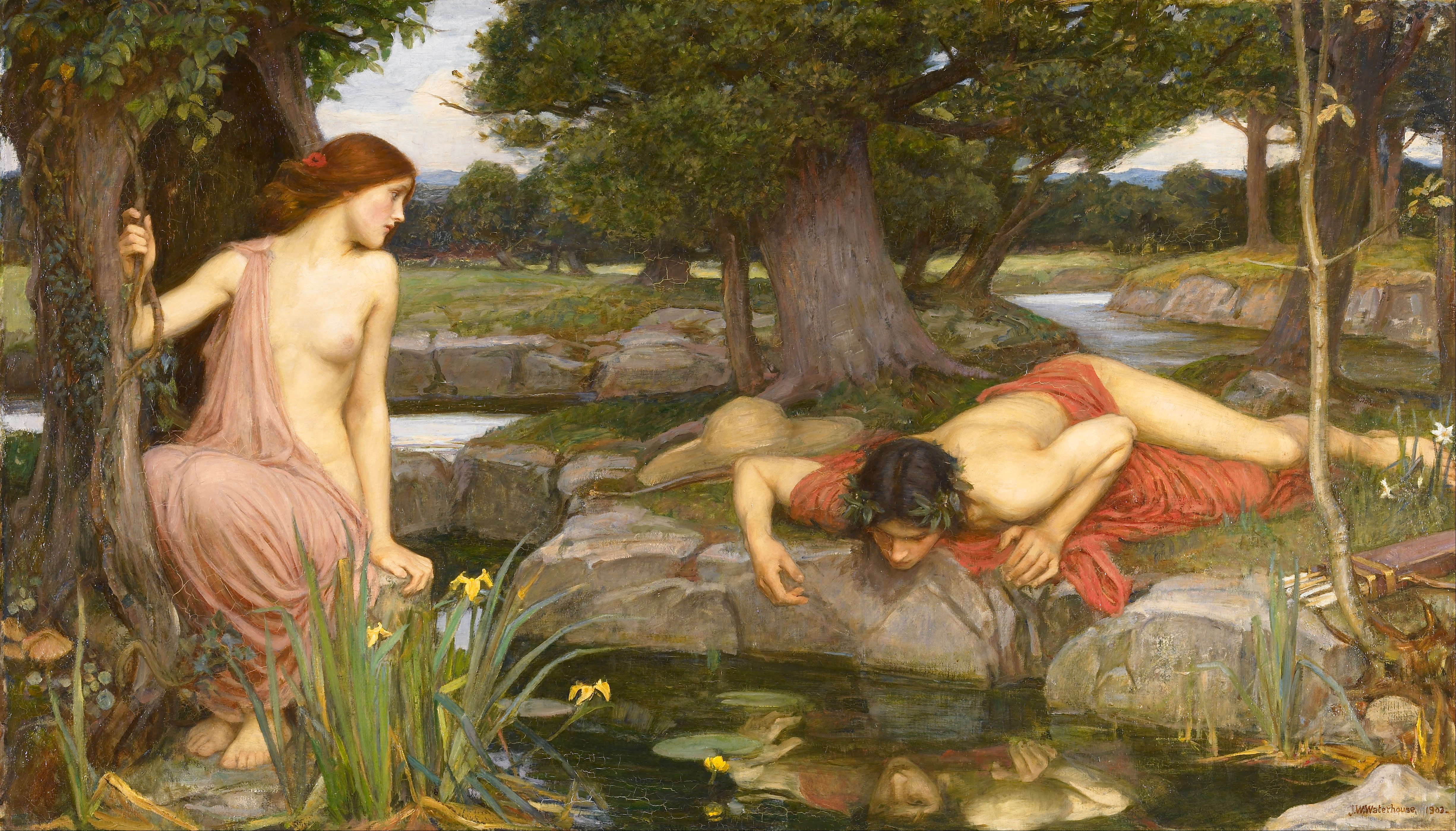
اخو و نارکیسوس ۱۹۰۳
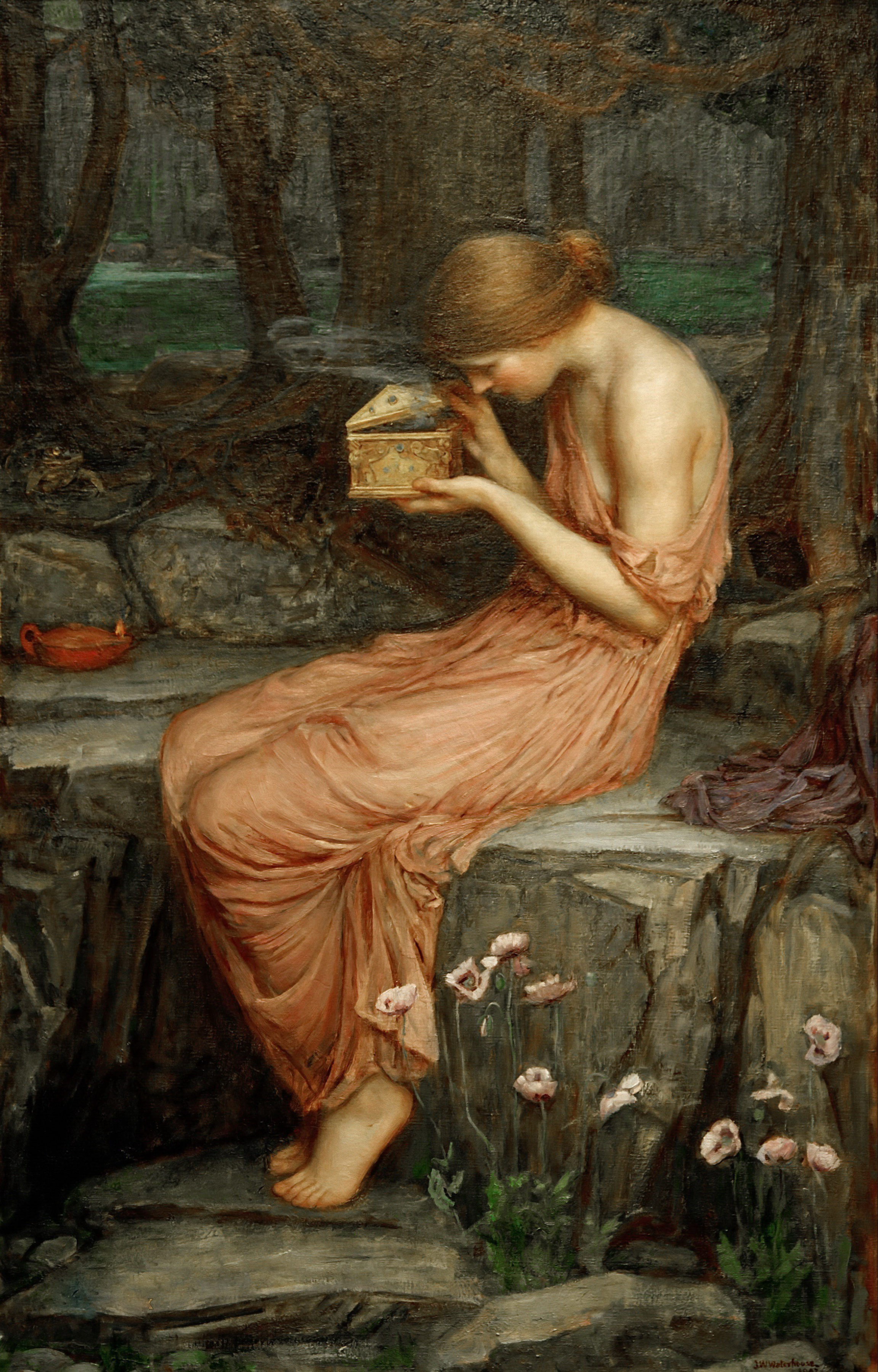
Psyche Opening the Golden Box ۱۹۰۳
Psyche Opening the Door into Cupid's Garden ۱۹۰۴
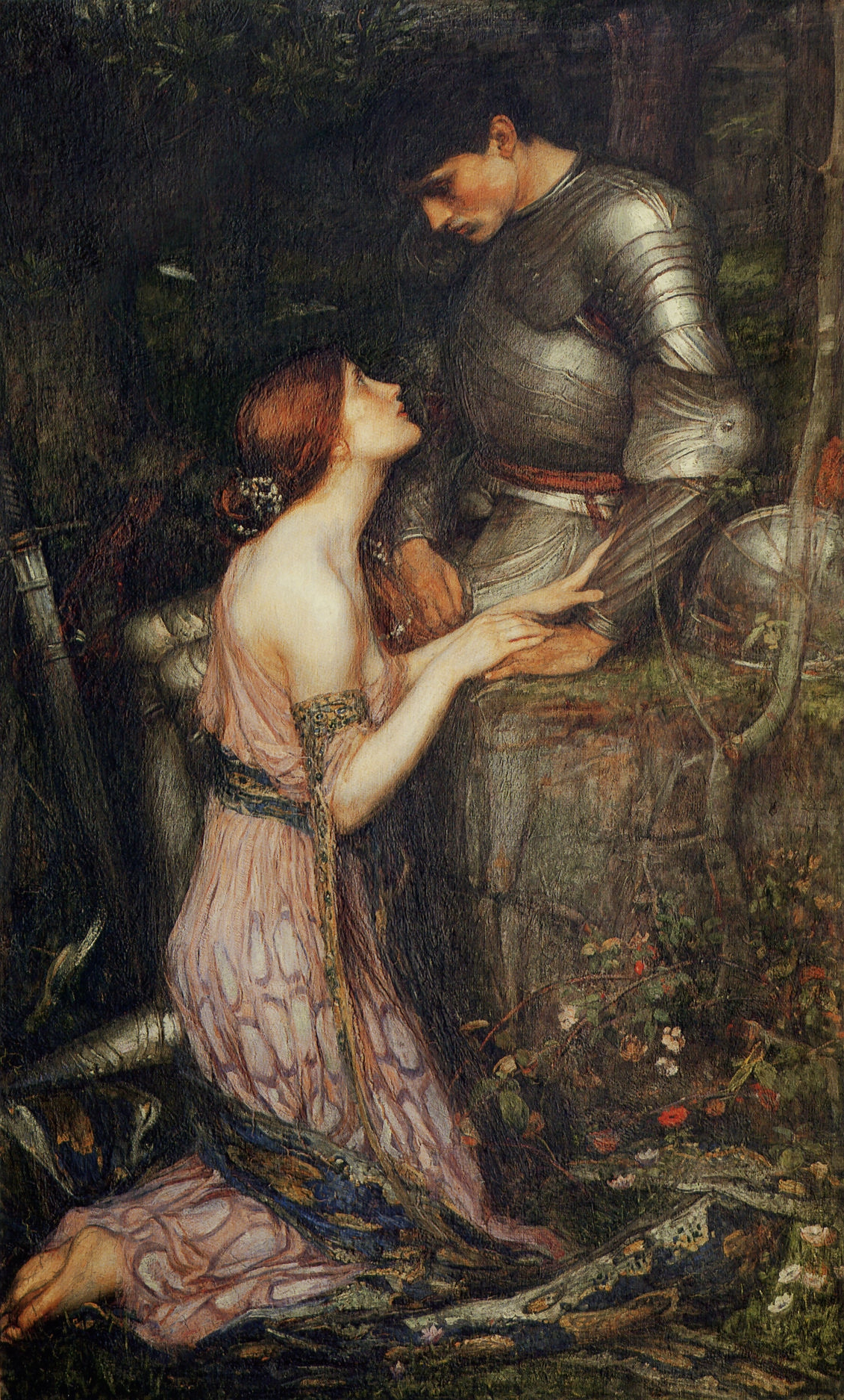
لامیا (نسخه ۱) ۱۹۰۵
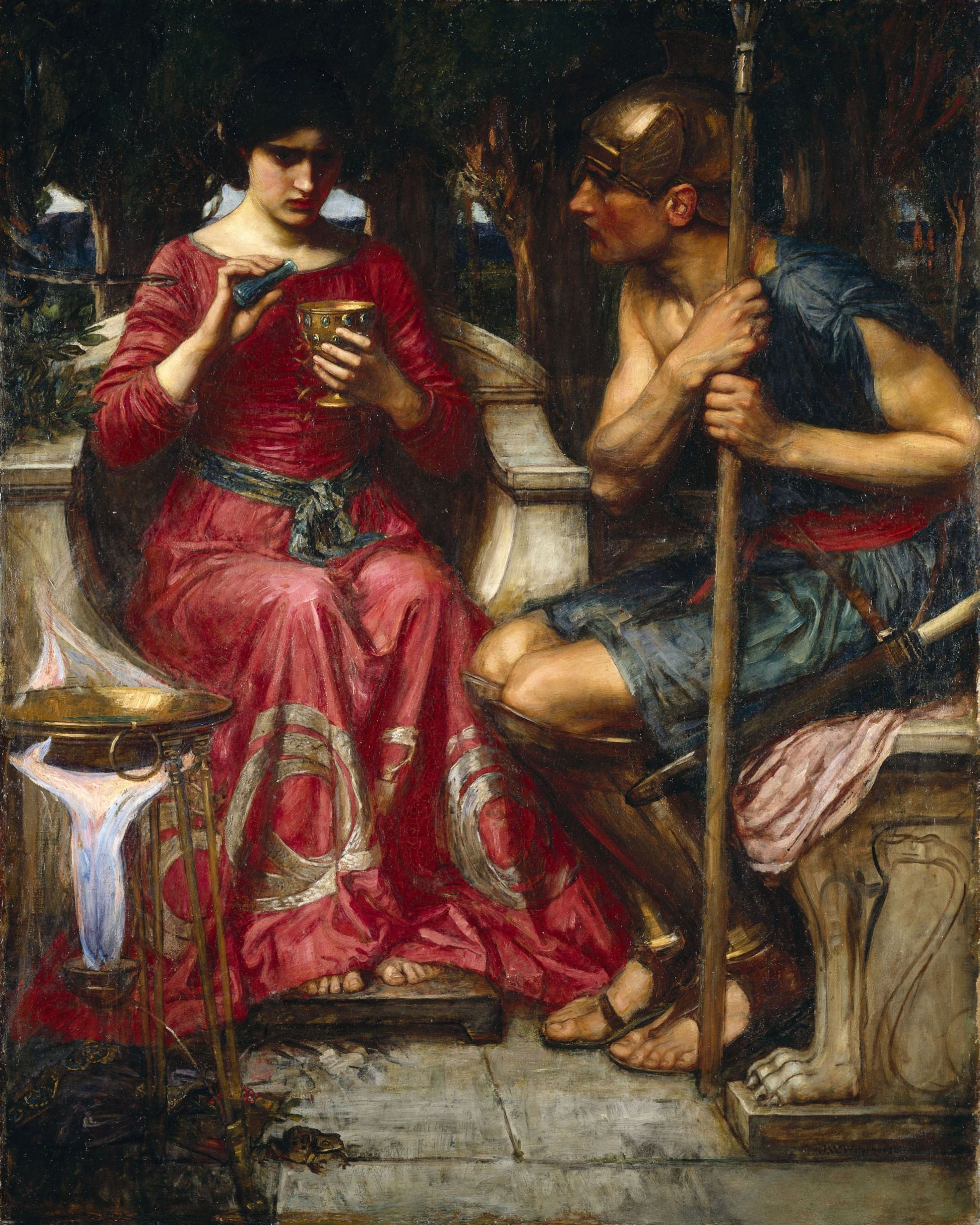
Jason and Medea ۱۹۰۷
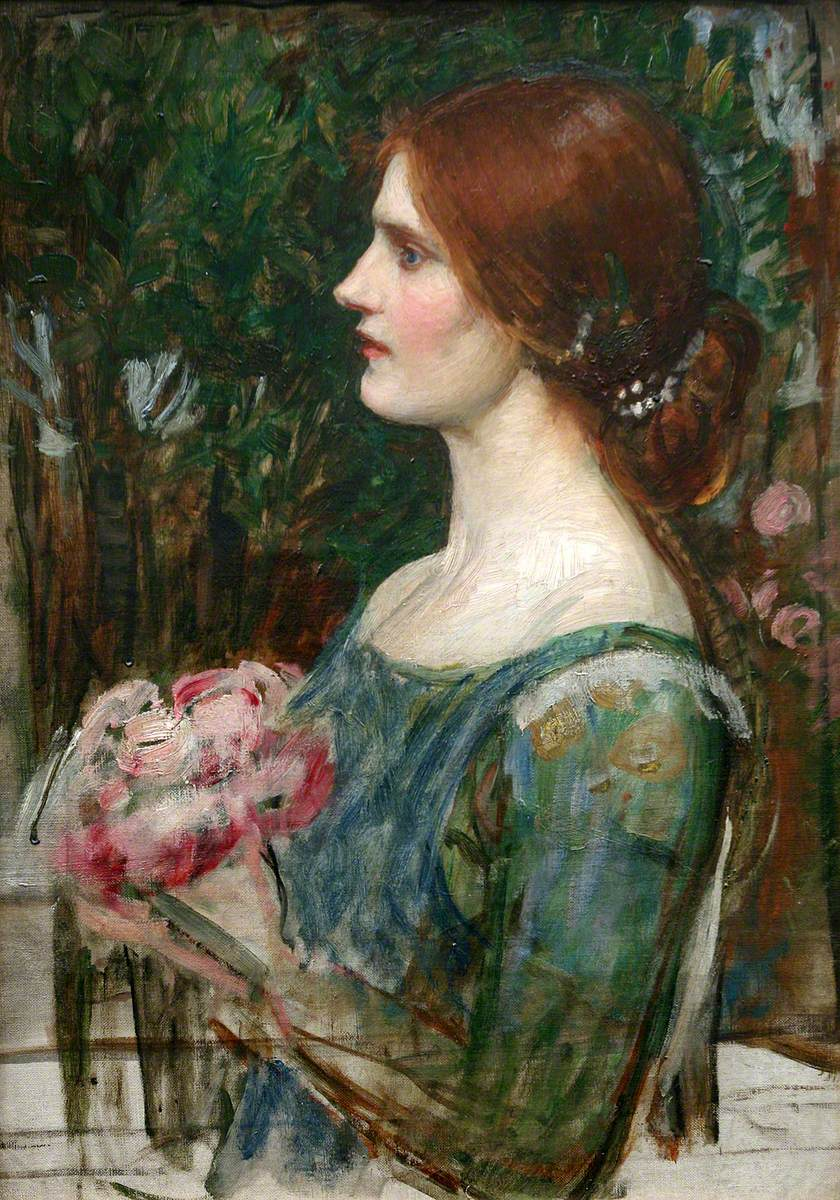
The Bouquet (a study) ۱۹۰۸
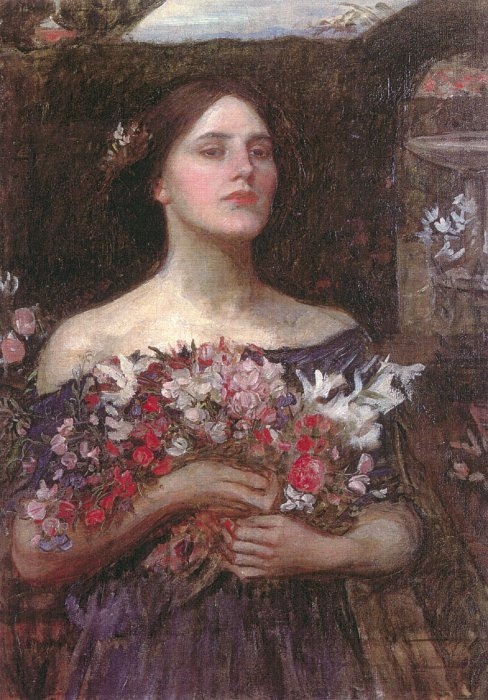
Gather Ye Rosebuds or Ophelia (a study) حدود ۱۹۰۸
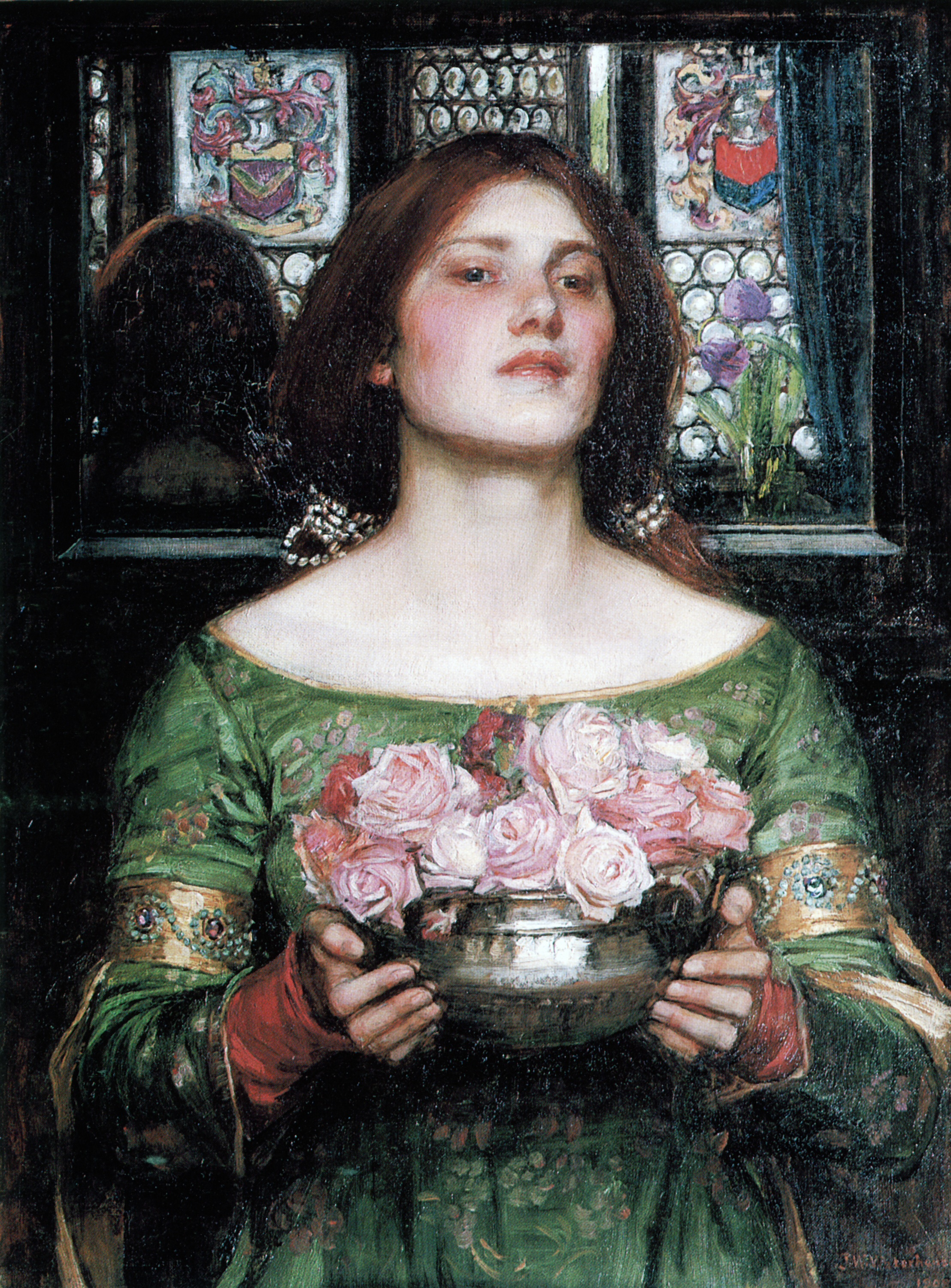
Gather Ye Rosebuds While Ye May... ۱۹۰۸
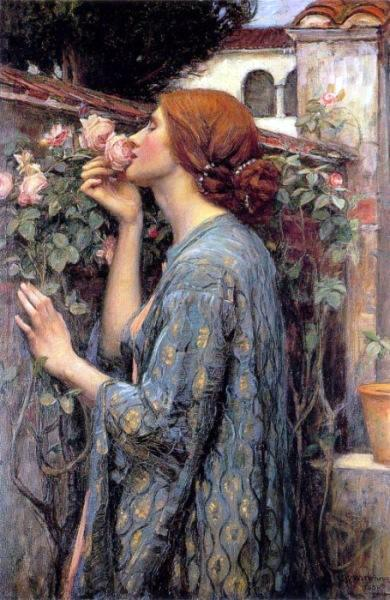
روح گلهای رز یا رز دوست داشتنی من ۱۹۰۸
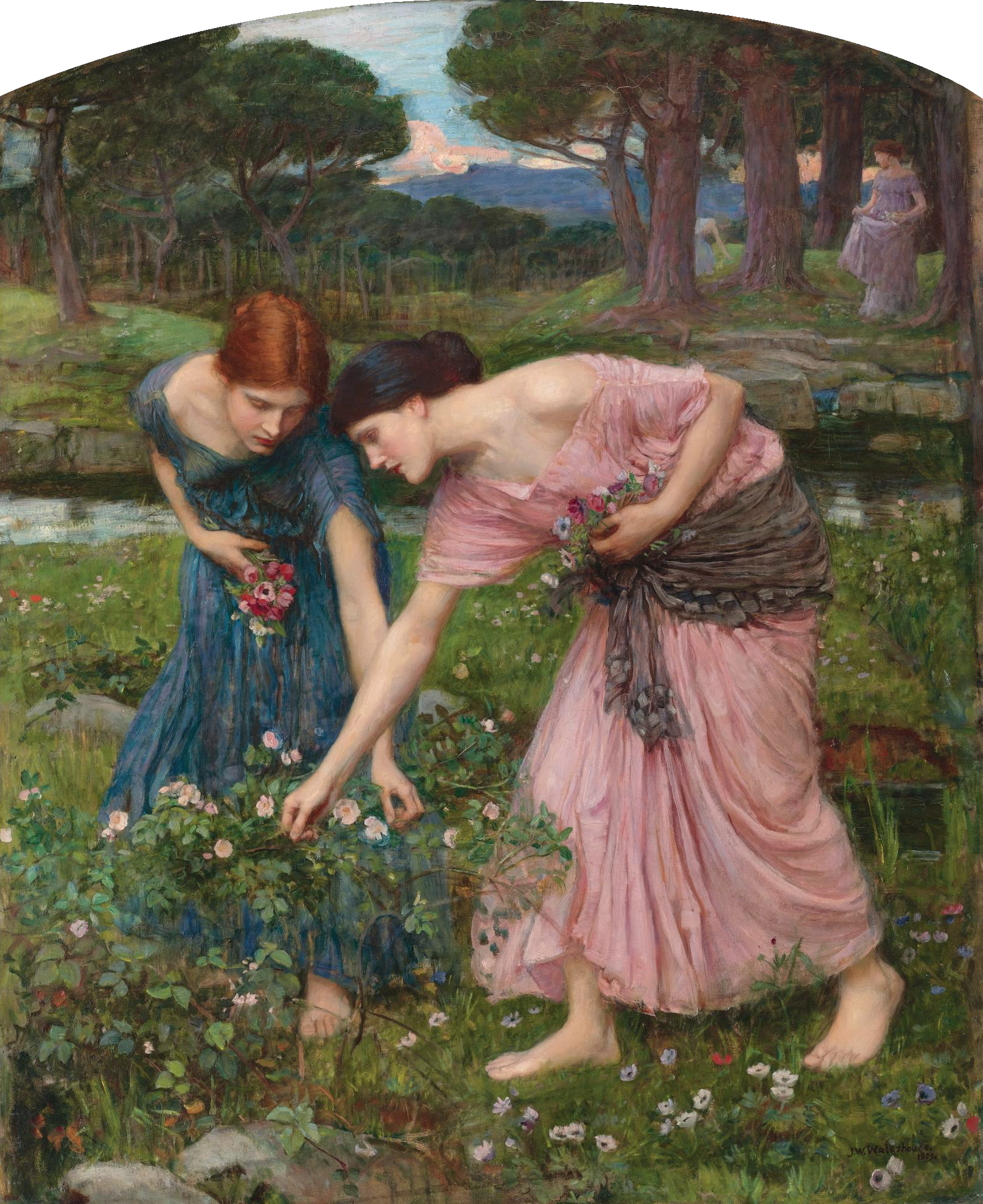
Gather Ye Rosebuds While Ye May ۱۹۰۹
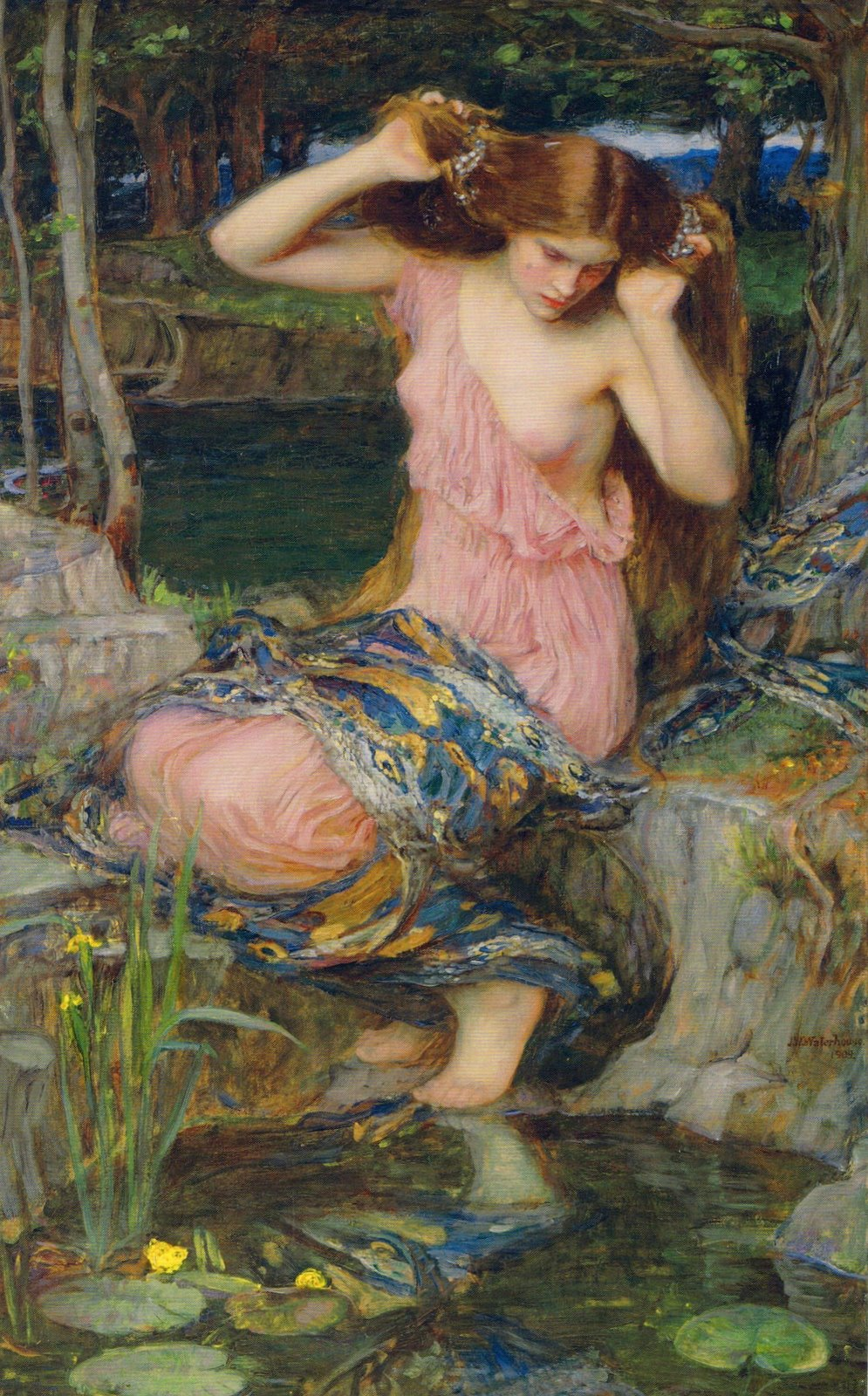
لامیا (نسخه ۲) ۱۹۰۹
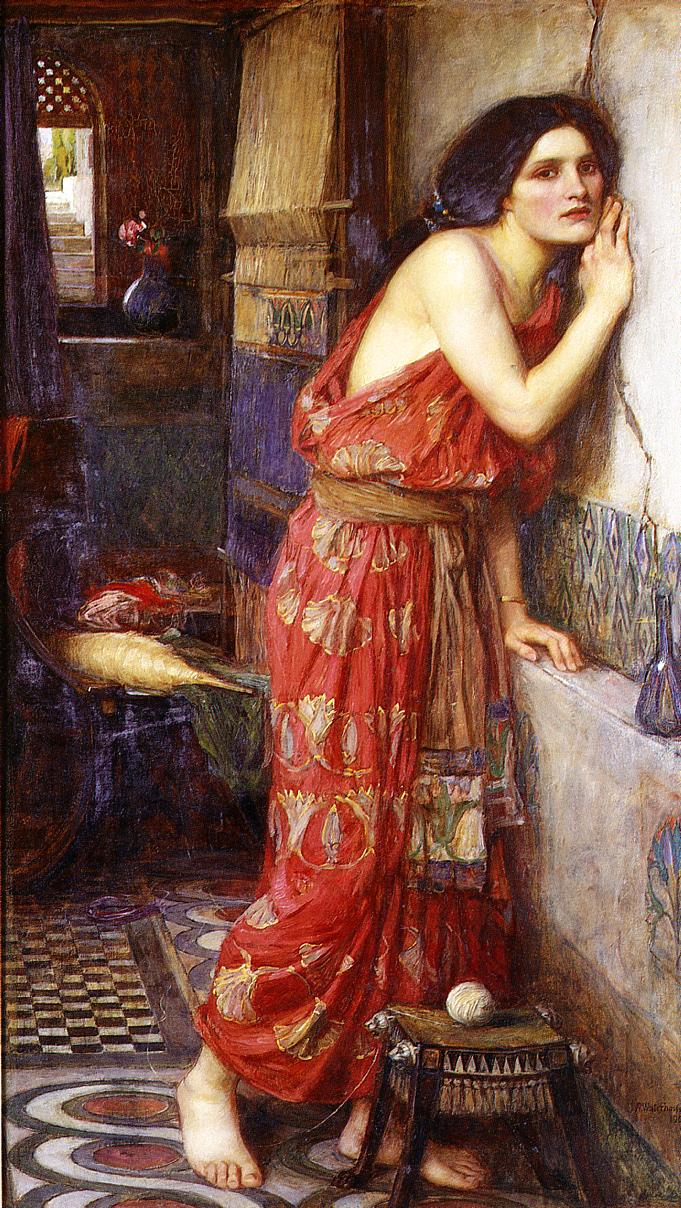
Thisbe
۱۹۰۹

### دهه ۱۹۱۰

Ophelia 1910
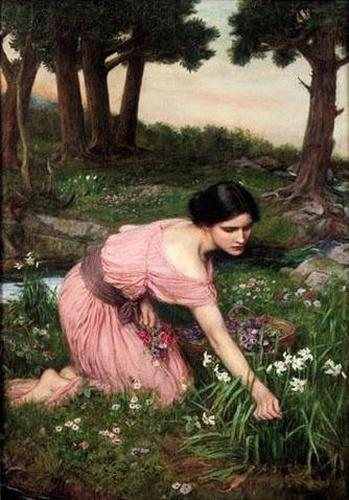
Spring Spreads One Green Lap of Flowers 1910
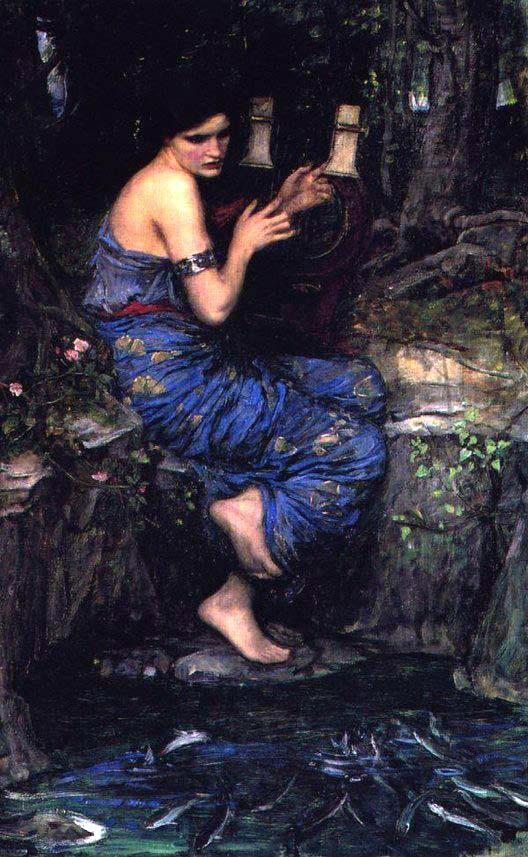
The Charmer 1911
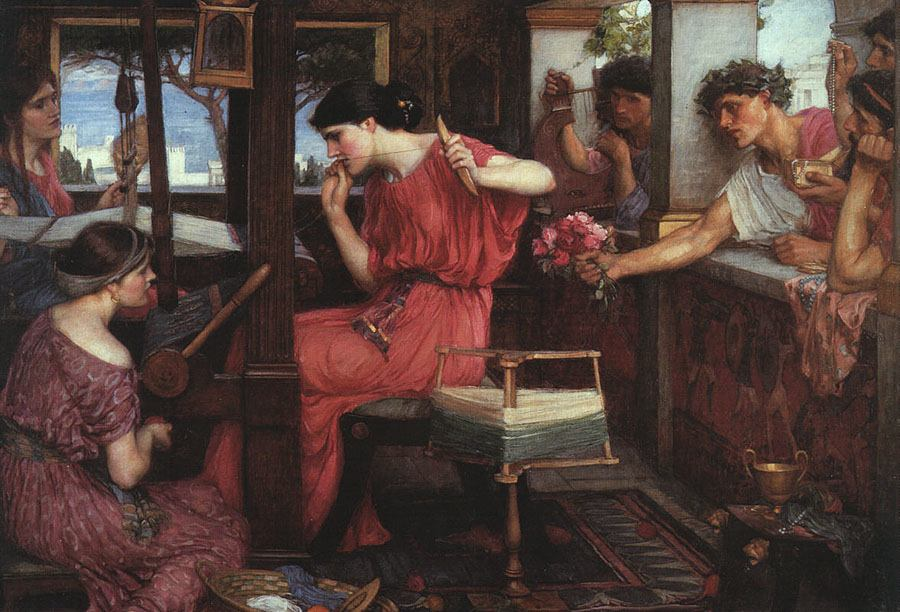
پنلوپه و خواستگاران ۱۹۱۲
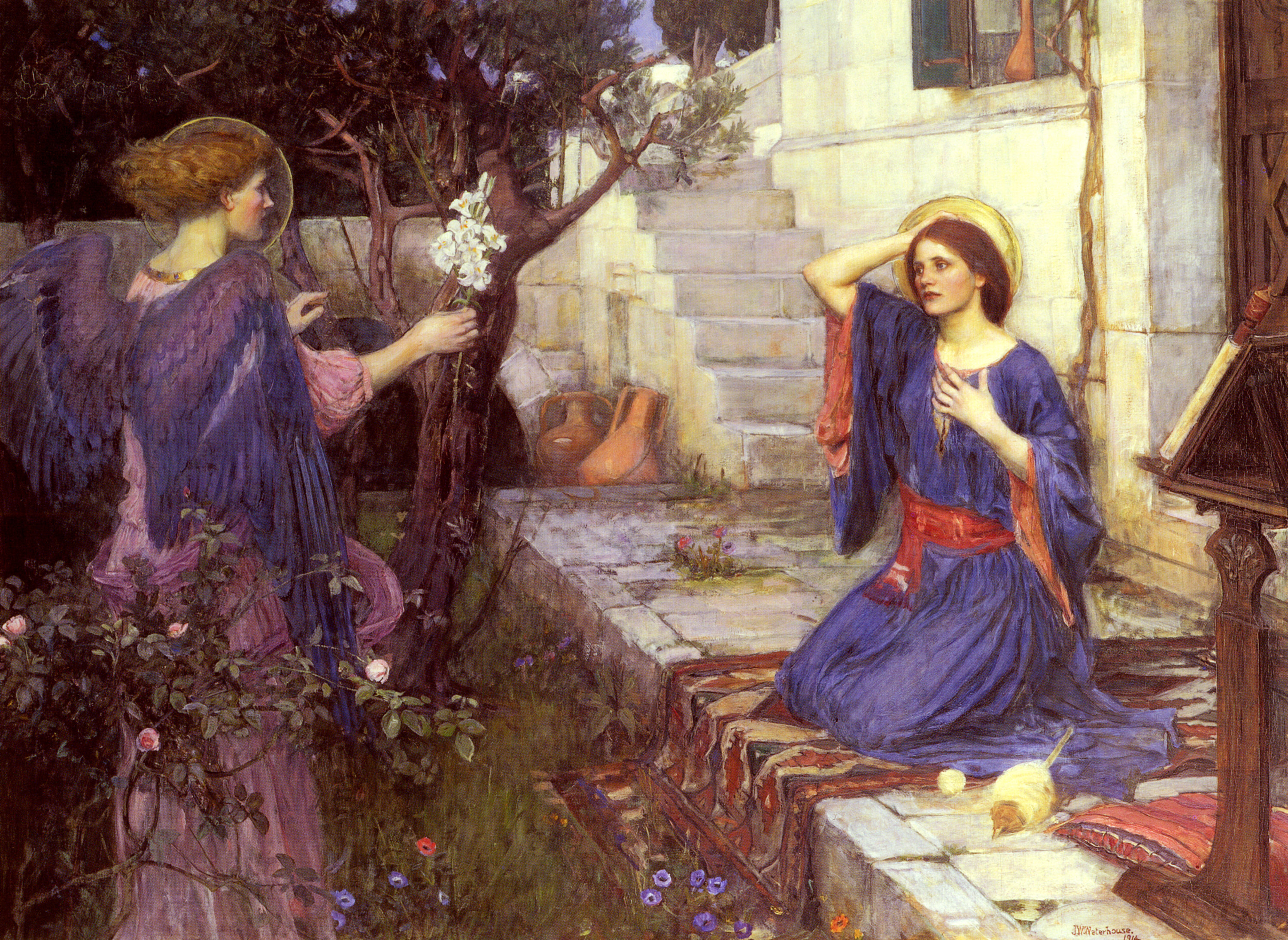
The Annunciation 1914
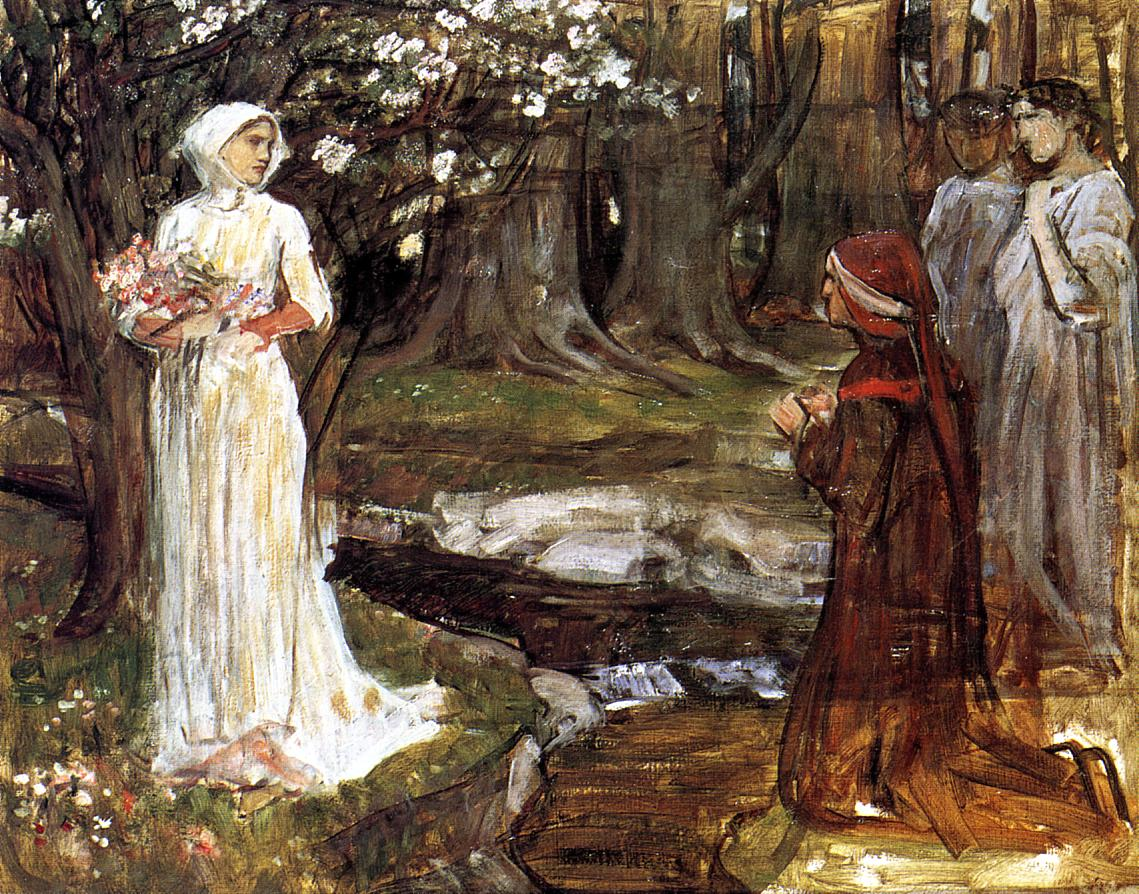
Dante and Matilda (study) (formerly called "Dante and Beatrice") c. 1914-17
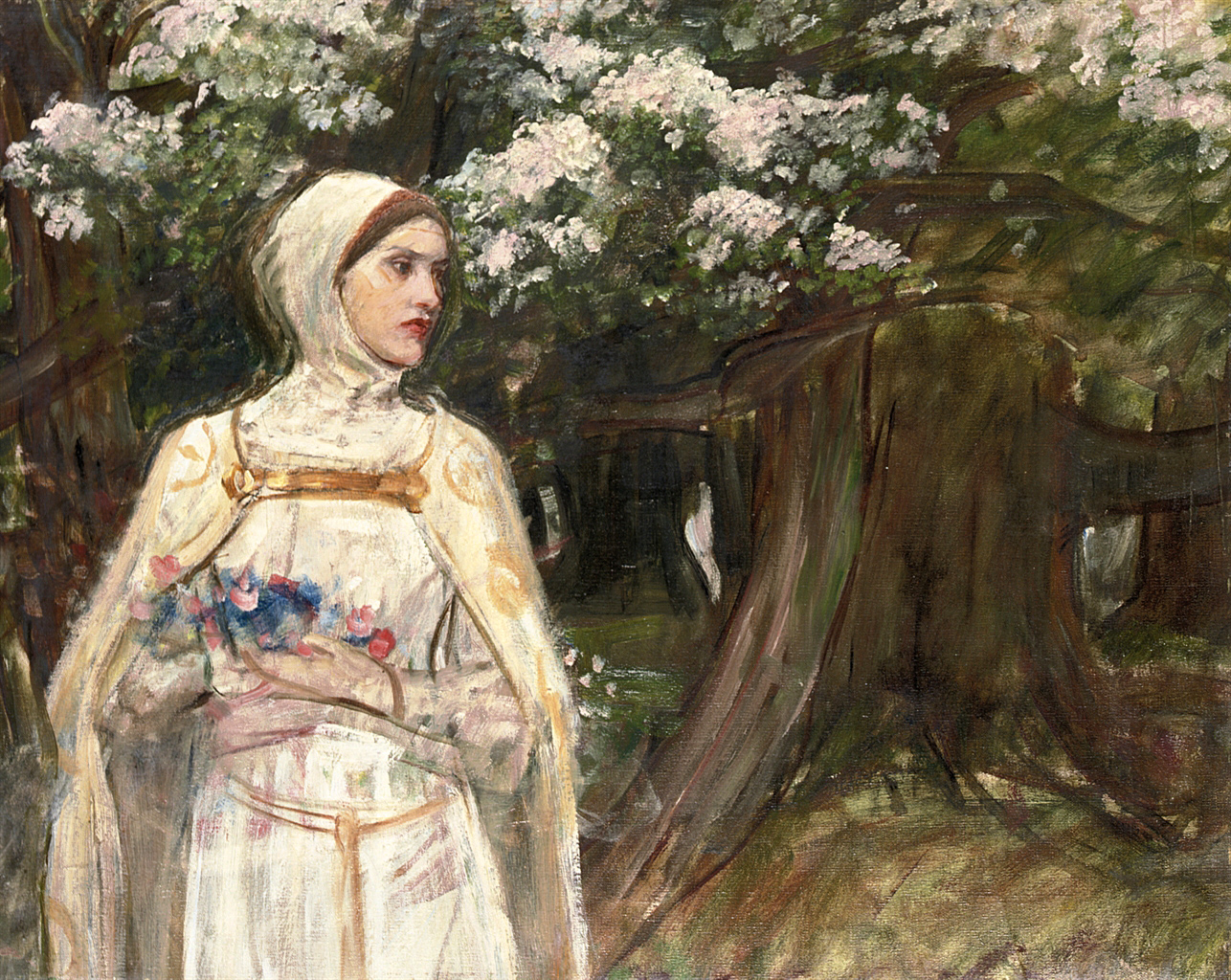
Matilda (study) (formerly called "Beatrice") c. 1915
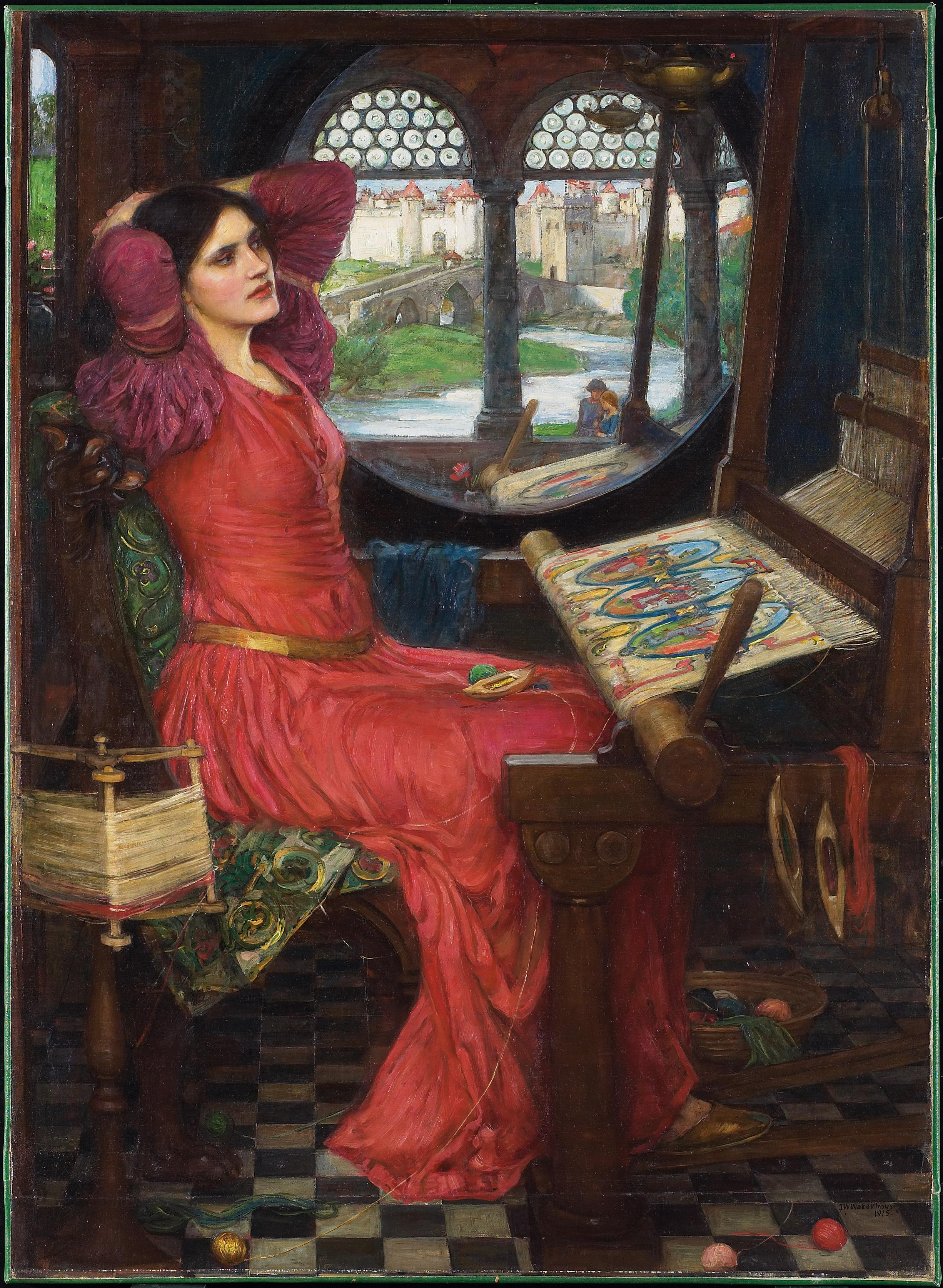
بانوی شالوت گفت من نیمه بیمار از سایه‌ها هستم ۱۹۱۶
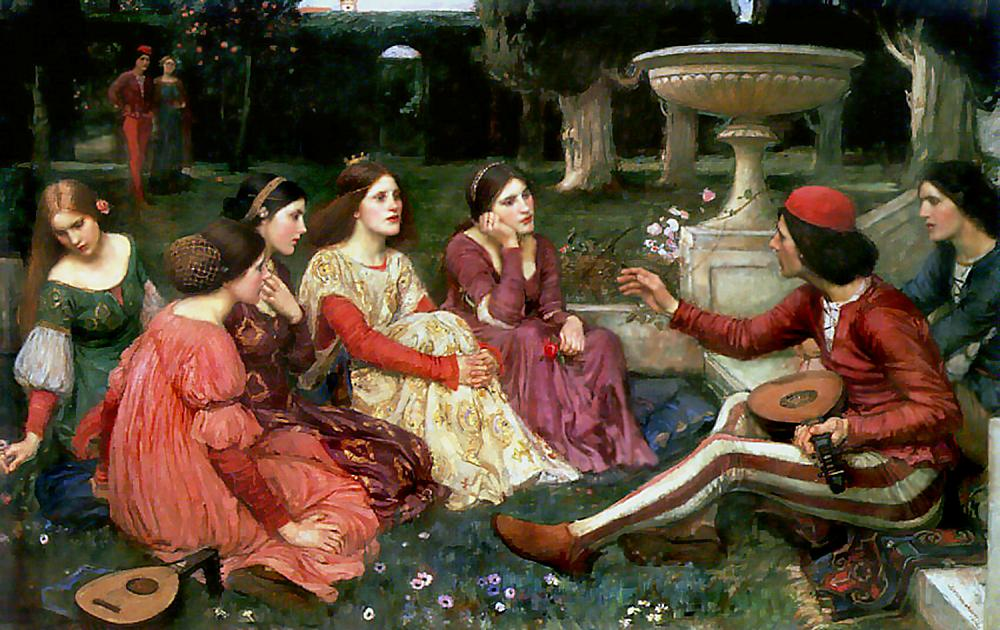
A Tale from the Decameron 1916
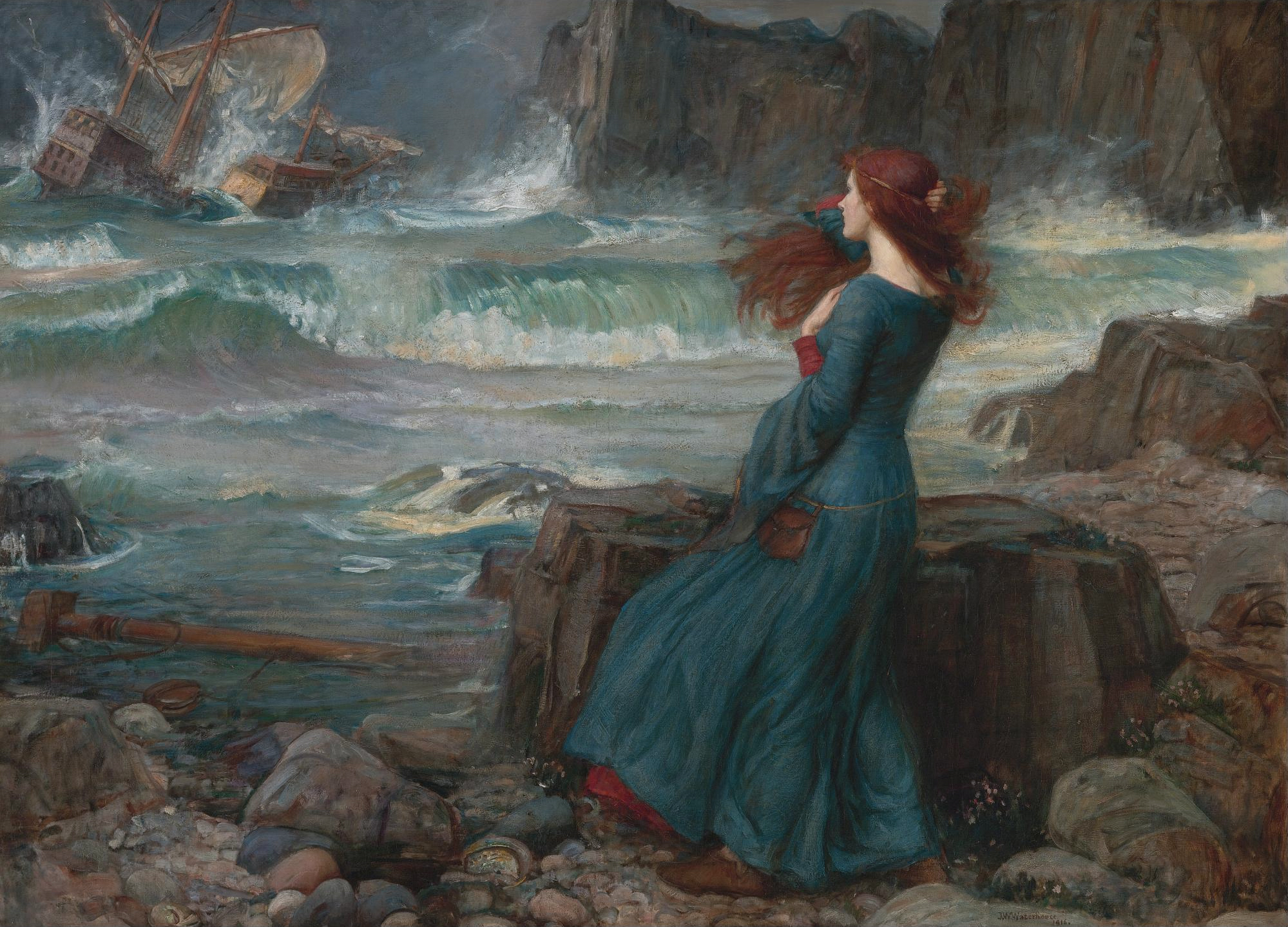
میراندا - طوفان ۱۹۱۶
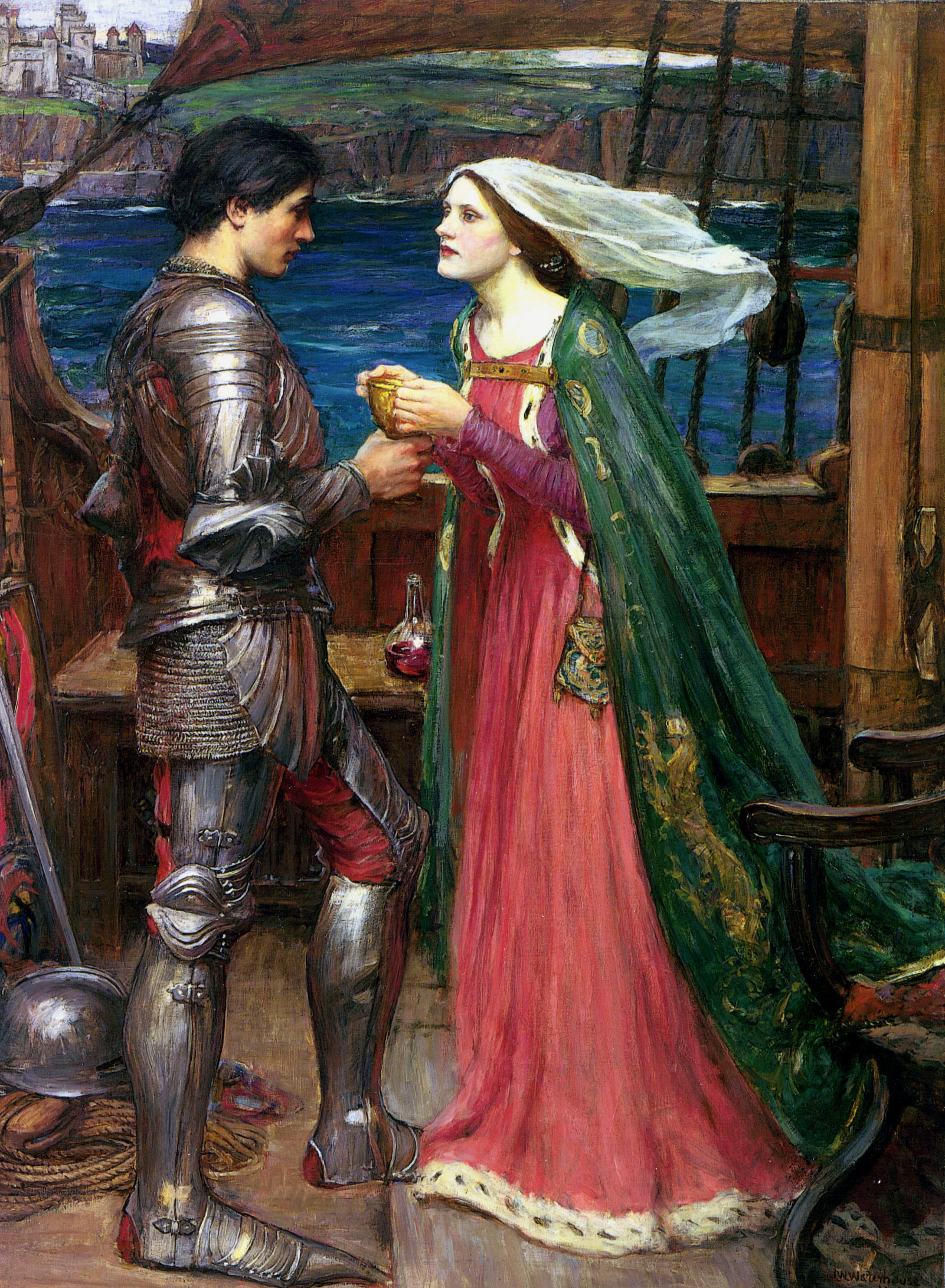
Tristan and Isolde
1916